# Friedhof Wilmersdorf

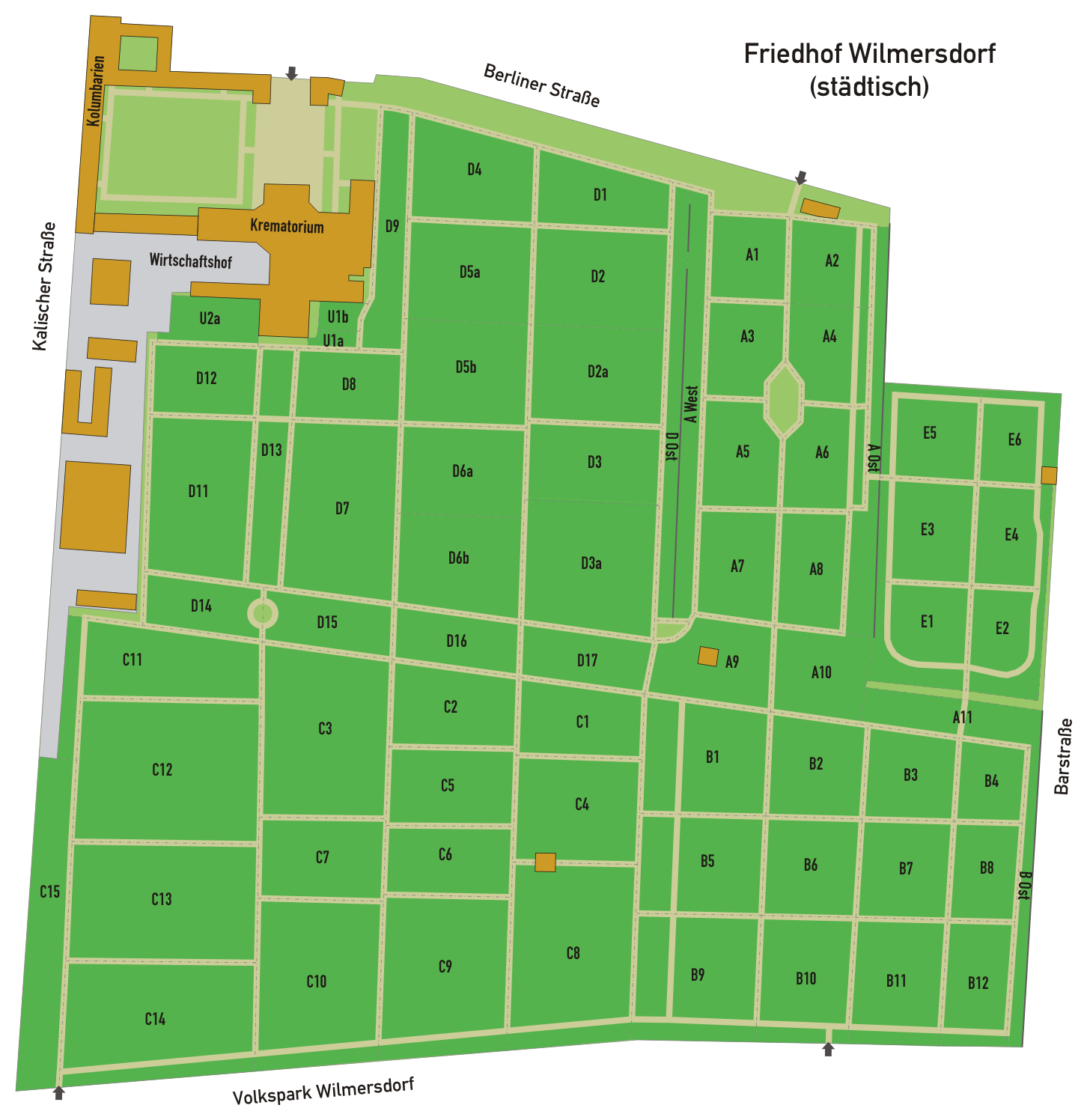
Übersichtsplan des Friedhofs mit den einzelnen Grablagen

Der landeseigene Friedhof Wilmersdorf im Berliner Ortsteil Wilmersdorf ist ein seit 1885/1886 bestehender Alleequartierfriedhof, der mehrfach erweitert wurde. Die jetzige Größe beträgt 10,12 Hektar. Die Belegungsflächen A, B und D sind ein eingetragenes Gartendenkmal des Landes Berlin.
Mit der Erweiterung des Friedhofs nach Nordwesten wurde von 1919 bis 1923 ein Krematorium mit weitläufigen Kolumbarien auf dem Friedhof errichtet. Einäscherungen finden hier seit 1990 nicht mehr statt, die Trauerhalle im Gebäude wird aber weiterhin genutzt. Das Krematorium ist ein eingetragenes Baudenkmal des Landes Berlin.

## Geschichte

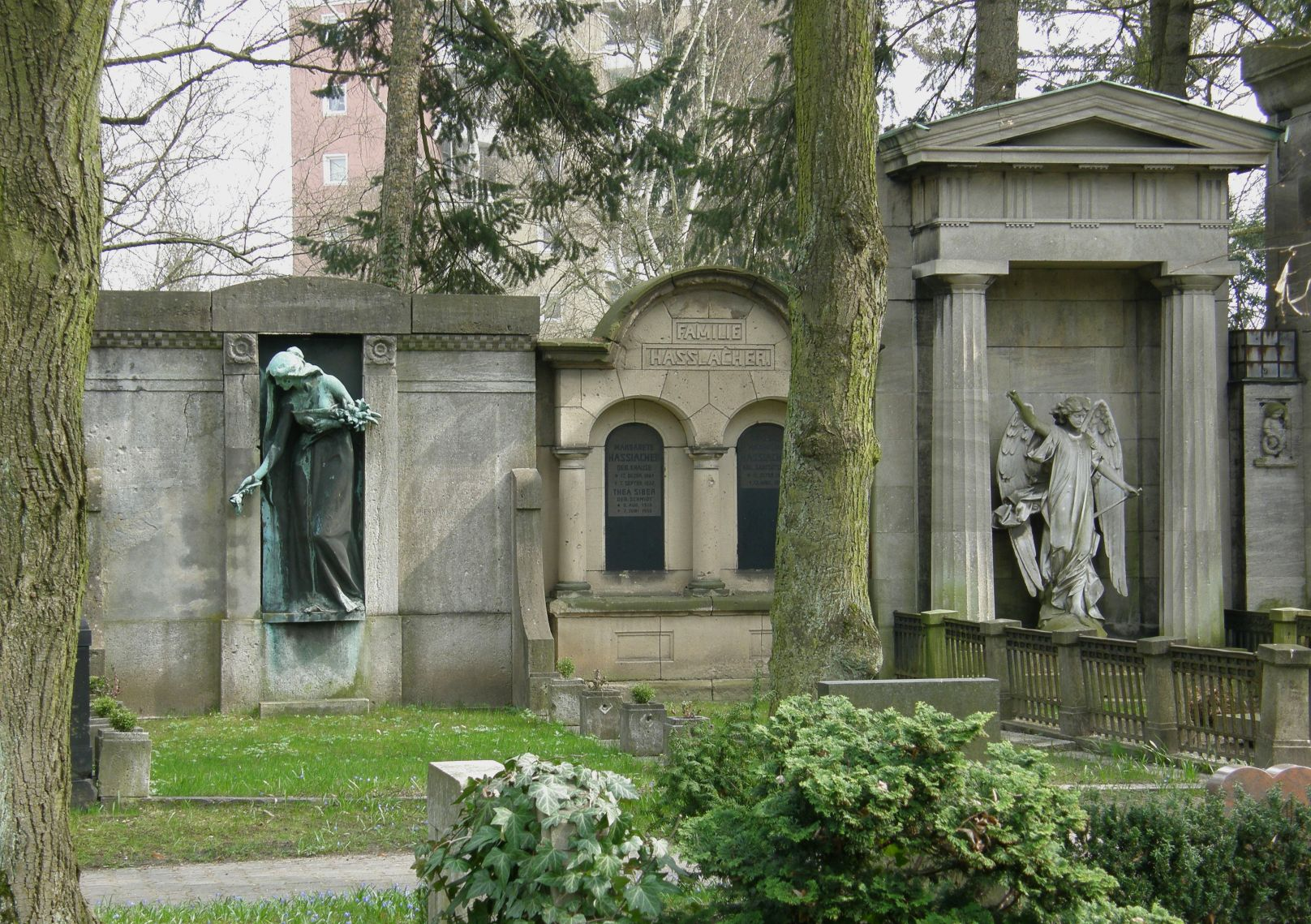
Wandgräber auf dem ältesten Friedhofsteil

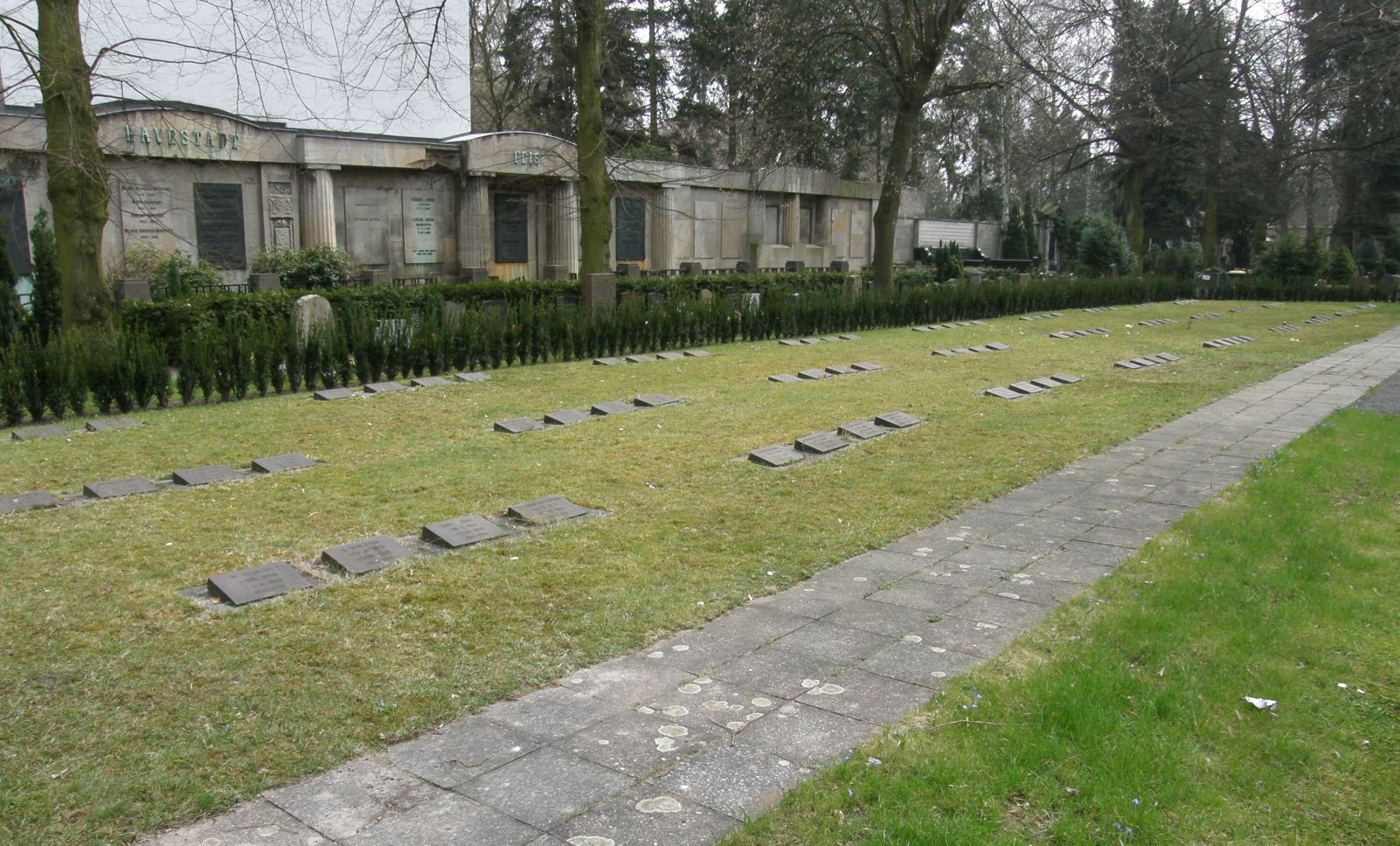
Gräber der Opfer von Krieg und Gewaltherrschaft in der Belegungsfläche A

Der Friedhof wurde als Städtischer Friedhof der Landgemeinde Deutsch-Wilmersdorf westlich des Ortskerns von Wilmersdorf südlich der Berliner Straße angelegt. Die Größe betrug damals ungefähr einen Hektar. Im Zentrum des Friedhofs wurde bis 1887 nach Entwürfen von Max Contag und Christian Havestadt eine Friedhofskapelle mit angeschlossener Leichenhalle in Klinkerbauweise errichtet. Von der Kapelle aus wurde der Friedhof mit einem rechtwinkligen Wegeraster erschlossen, wobei die Hauptwege als Alleen, hauptsächlich mit Linden und Platanen ausgeführt wurden. Der Friedhof wurde durch eine Friedhofsmauer abgeschlossen an welcher zahlreiche monumentale Erbbegräbnisstätten errichtet wurden.
Die Friedhofskapelle wurde im Zweiten Weltkrieg stark beschädigt und nachfolgend abgetragen. Das Wegerondell, das um die Kapelle führte, besteht noch, der ehemalige Standort der Kapelle wurde mit Rhododendronbüschen bepflanzt. Die Alleen und die Außenmauern mit den Wandgräbern und Mausoleen sind in großen Teilen noch vorhanden. Der ehemalige Haupteingang ist heute der Nebeneingang an der Berliner Straße.
Zwischen 1906 und 1915 erfolgten mehrere Erweiterungen der Friedhofsanlage nach Süden, Westen und Osten. Die Gestaltungsprinzipien des Friedhofs wurden bei den Erweiterungen im Großen und Ganzen beibehalten. Die Entwürfe für die Erweiterungen werden Richard Thieme zugeschrieben. Nur durch eine rechteckige Wasserfläche und eine parkartig angelegte Gräbergruppe, die als „Hainbegräbnisplatz“ bezeichnet wurde, sind Auflockerungen im strengen Raster geschaffen worden. Die Wasserfläche ist später einem Unterstand gewichen.
Bei den Erweiterungen sind Straßenverlängerungen der Wilhelmsaue nach Westen und der Brienner Straße nach Süden, die den Friedhof geviertelt hätten, berücksichtigt worden. Erst ab den 1950er Jahren, als im Zusammenhang mit der Planung des nahen Stadtautobahnringes diese Straßenverlängerungen ihren Sinn verloren, wurden die Flächen belegt.
Nach dem Zweiten Weltkrieg wurden an mehreren Stellen auf dem Friedhof Grabfelder für die zahlreichen Opfer des Krieges angelegt. Diese Gräber müssen entsprechend dem Gesetz über die Erhaltung der Gräber der Opfer von Krieg und Gewaltherrschaft dauerhaft erhalten bleiben.

## Krematorium Wilmersdorf

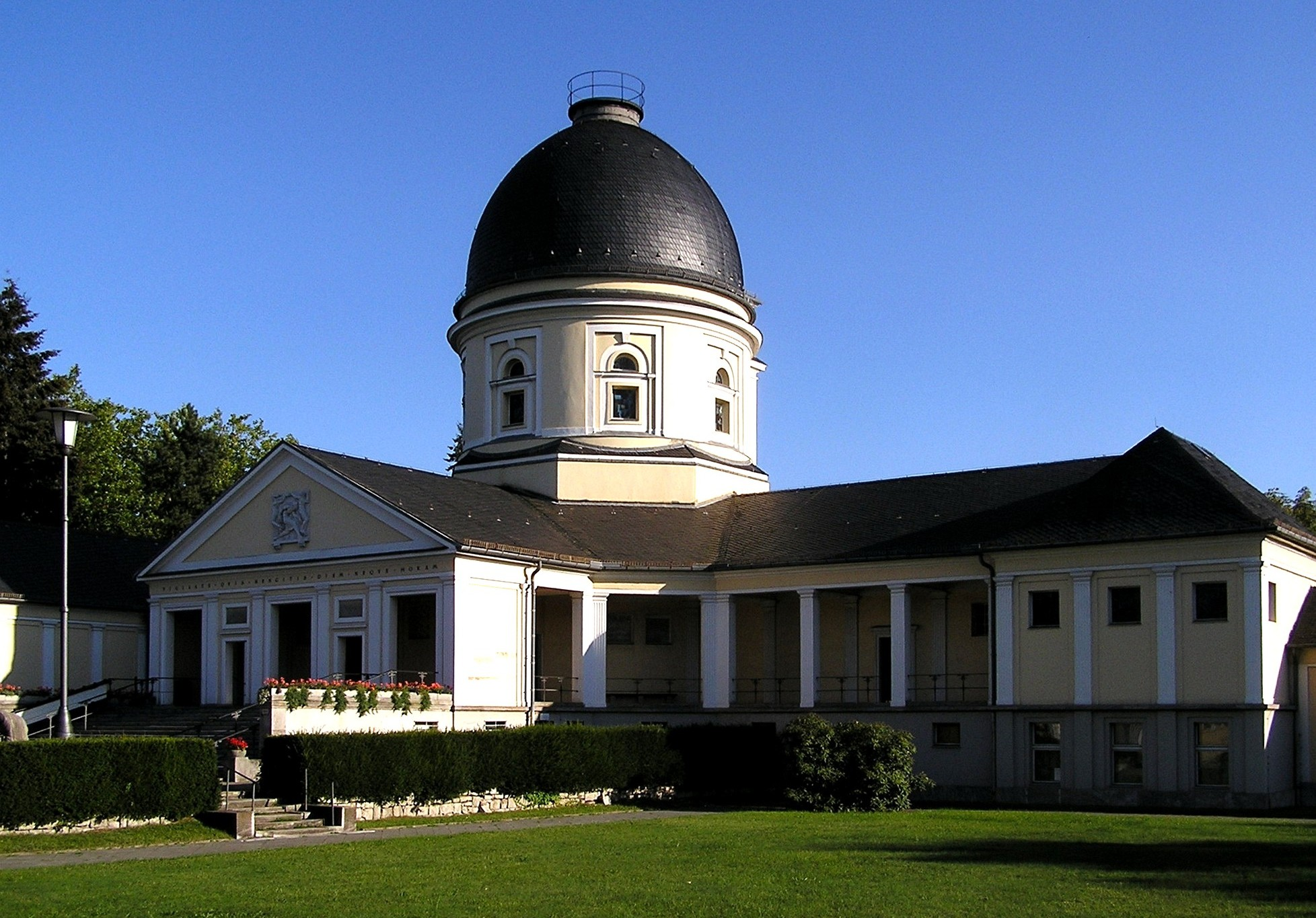
Krematorium Wilmersdorf

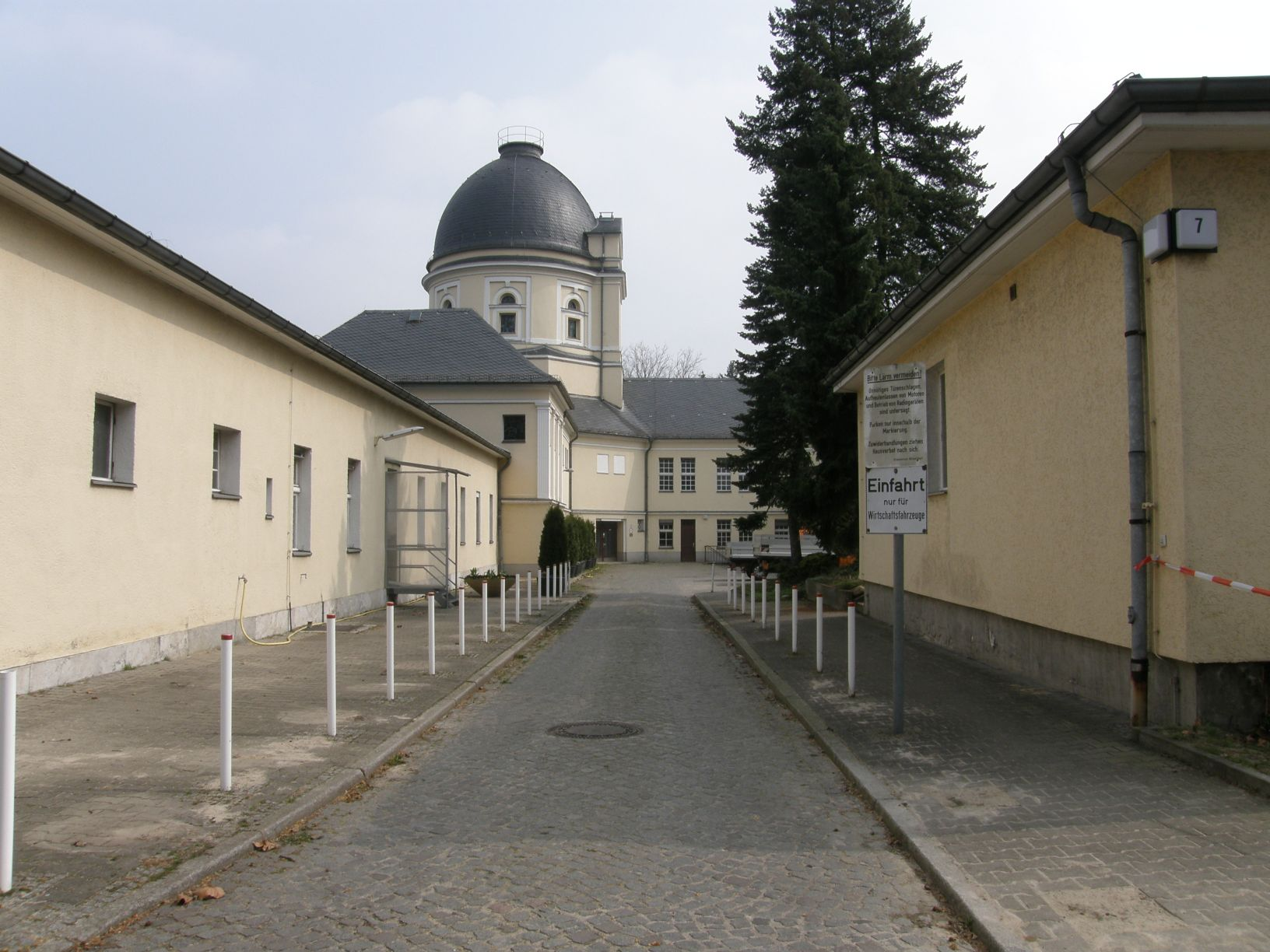
Wirtschaftshof des Krematoriums

Nach der Legitimierung der Feuerbestattung in Preußen im Jahre 1911 und positiven Erfahrungen in den damaligen Bezirken Wedding (Urnenfriedhof Seestraße mit Krematorium Gerichtsstraße) und Treptow (Friedhof Baumschulenweg mit Krematorium Baumschulenweg), beschloss auch die Gemeinde Wilmersdorf den Bau eines Krematoriums und den verstärkten Einsatz der Feuerbestattung. Hiervon versprach man sich eine Verbesserung der hygienischen Verhältnisse und eine Reduzierung der benötigten Bestattungsfläche. Die Planungen konnten jedoch erst nach dem Ersten Weltkrieg umgesetzt werden. Von 1919 bis 1922 wurde nach Entwürfen von Otto Herrnring im nordwestlichen Bereich des Friedhofs das Krematorium errichtet.

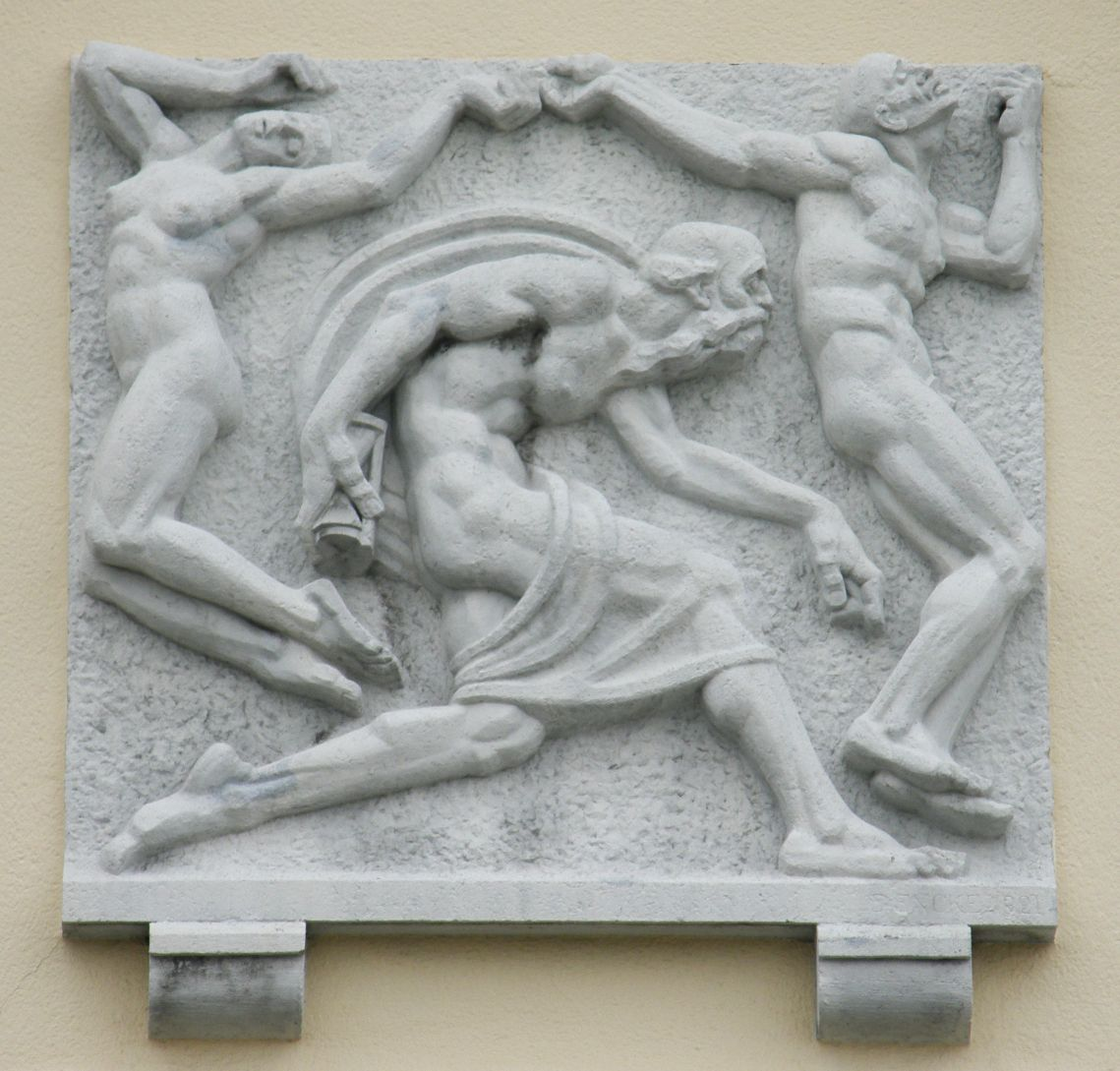
Relief Die eilende Zeit von Eberhard Encke

Herrnring entwarf das Krematorium in klassizistischer Formensprache mit einem Zentralbau und zwei Seitenflügeln. Eine 17,5 Meter hohe Kuppel im Zentrum dominiert den Bau. Als einziges äußeres Schmuckelement befindet sich auf dem Giebel des Zentralbaus über dem Haupteingang ein Chronos darstellendes Relief mit dem Titel Die eilende Zeit von Eberhard Encke. Der Zentralbau wird über eine breite Freitreppe betreten, die zu einer Wandelhalle führt, die der gesamten Vorderseite des Gebäudes vorgelagert ist.
Die Trauerhalle befindet sich im Zentrum des Baus. Durch einen hohen Tambour unterhalb der Kuppel fällt Licht in den Raum. Gegenüber dem Eingang befindet sich ein Altar und über dem Eingang auf einer Empore eine Orgel und Platz für Sänger.
Die technischen Einrichtungen zur Einäscherung befinden sich im Sockelgeschoss und im Tiefkeller des Krematoriums. Für die Einäscherung standen hier zwei Öfen zur Verfügung. Eine besonders geschickte Lösung wurde für die Abluft gefunden, da kein sichtbarer Schornstein die optische Erscheinung des Gebäudes beeinträchtigen sollte. Sowohl die Abluftschächte der beiden Öfen als auch die Entlüftungsschächte aus den Leichenaufbewahrungsräumen werden an der Rückseite des Turmbaues nach oben geführt und treten über dem Gesims in die Kuppelhaube ein. Oberhalb des massiv gemauerten inneren Kuppelgewölbes führen die Schächte zur Mitte der Kuppel und enden dort in einem attikaartigen Aufbau. Diese Konstruktion führt zu der von außen sichtbaren parabelförmigen Kuppelform während die Kuppel im Inneren mit einer Halbkugel abschließt.
Die Anlieferung der Verstorbenen und der Abtransport der Asche für die Beisetzung auf anderen Friedhöfen erfolgte über einen Wirtschaftshof, der südwestlich vom Krematorium, abgeschirmt von Zentralbau und Westflügel, ohne Störung der Friedhofsbesucher über die Kalischer Straße erreicht werden konnte. Zudem liegt der Wirtschaftshof tiefer, sodass direkt die Räume im Sockelgeschoss angefahren werden konnten. Das Heben und Senken der Särge aus dem Wirtschaftsbereich in die Andachtshalle erfolgte durch eine mit Druckwasser betriebene Hebeeinrichtung.
Die Gestaltung der Friedhofsanlage im Umfeld des Krematoriums wurde wiederum von Richard Thieme durchgeführt. Um die Wirkung des Krematoriums zu verstärken, legte er vor diesem vertiefte Rasenflächen an. Die Achse vom neuen Haupteingang zum Krematorium gestaltete Thieme mit mehreren Pflanzbecken und zwei jeweils spiegelbildlich identischen Skulpturenpaaren von Trauernden, die ebenfalls vom Bildhauer Eberhard Encke geschaffen wurden.
Bereits 1931 wurde die Vorfläche wieder umgestaltet. Die Fläche des Vorplatzes wurde um bis zu zwei Meter abgesenkt, um den Gesamteindruck der Anlage zu verbessern. Das noch neue Urnenfeld rechts des Weges zum Krematorium wurde wieder aufgelassen und durch eine viereckige Grünanlage ersetzt, die mit den neu errichteten Kolumbarien an einen Kreuzgang erinnert.
In den Jahren 1948, 1951, 1953 und 1970 erfolgen weitere Anbauten (Kühlanlage, Pflanzenhalle, Kondolenzhalle, Leichenhalle). Vor allem die Errichtung eines neuen Gebäudeflügels am Ostende des Krematoriums veränderte das Erscheinungsbild des Krematoriums stark.
Im Jahr 1966 erfolgte eine Renovierung mit zeitweiliger Schließung des Krematoriums. 1990 wurde das Krematorium stillgelegt, da die Kapazitäten in den Krematorien Baumschulenweg und Ruhleben für Berlin ausreichen und genügend Reserven bieten.

## Kolumbarien

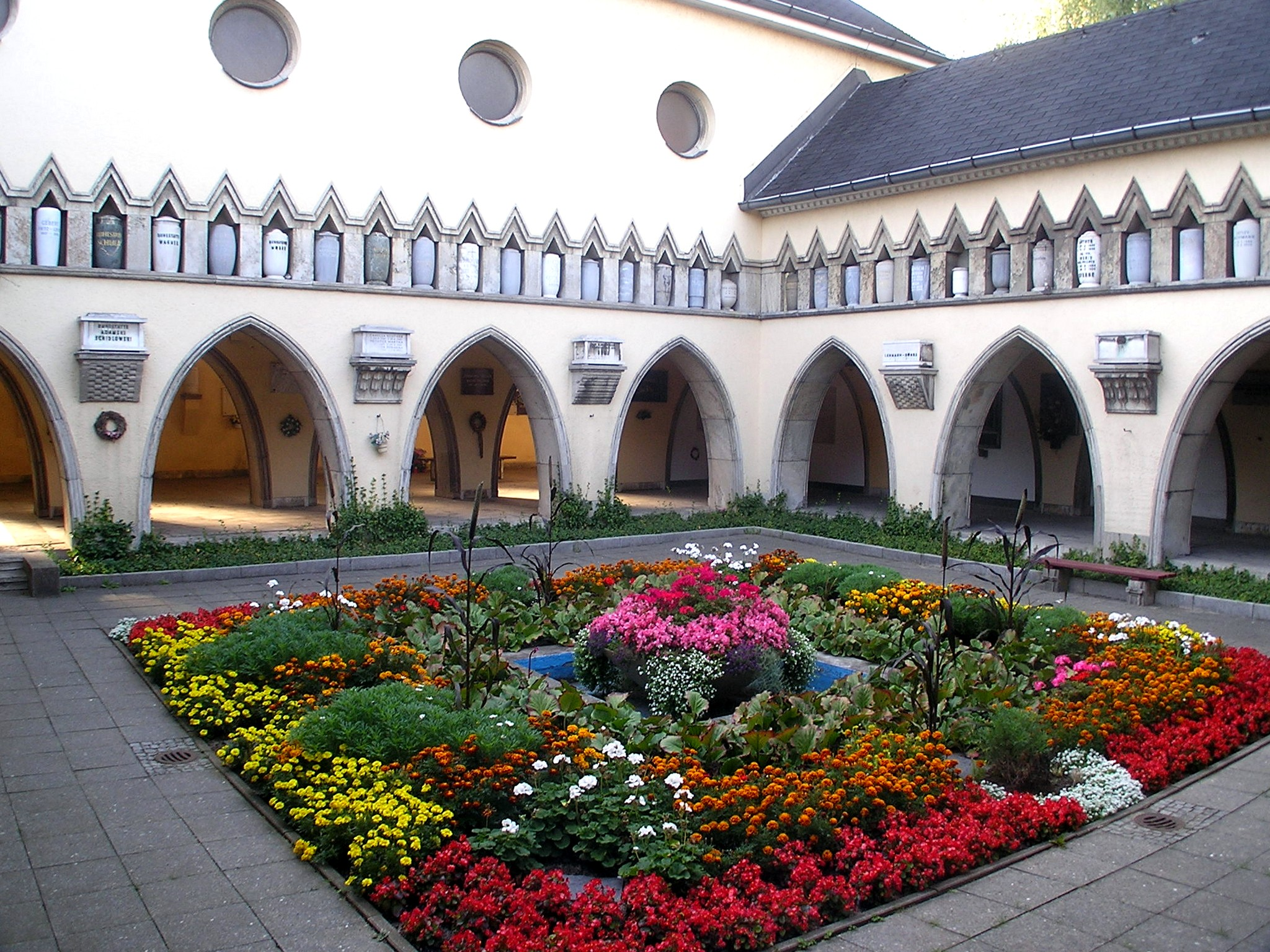
Gartenhof im Kolumbarium

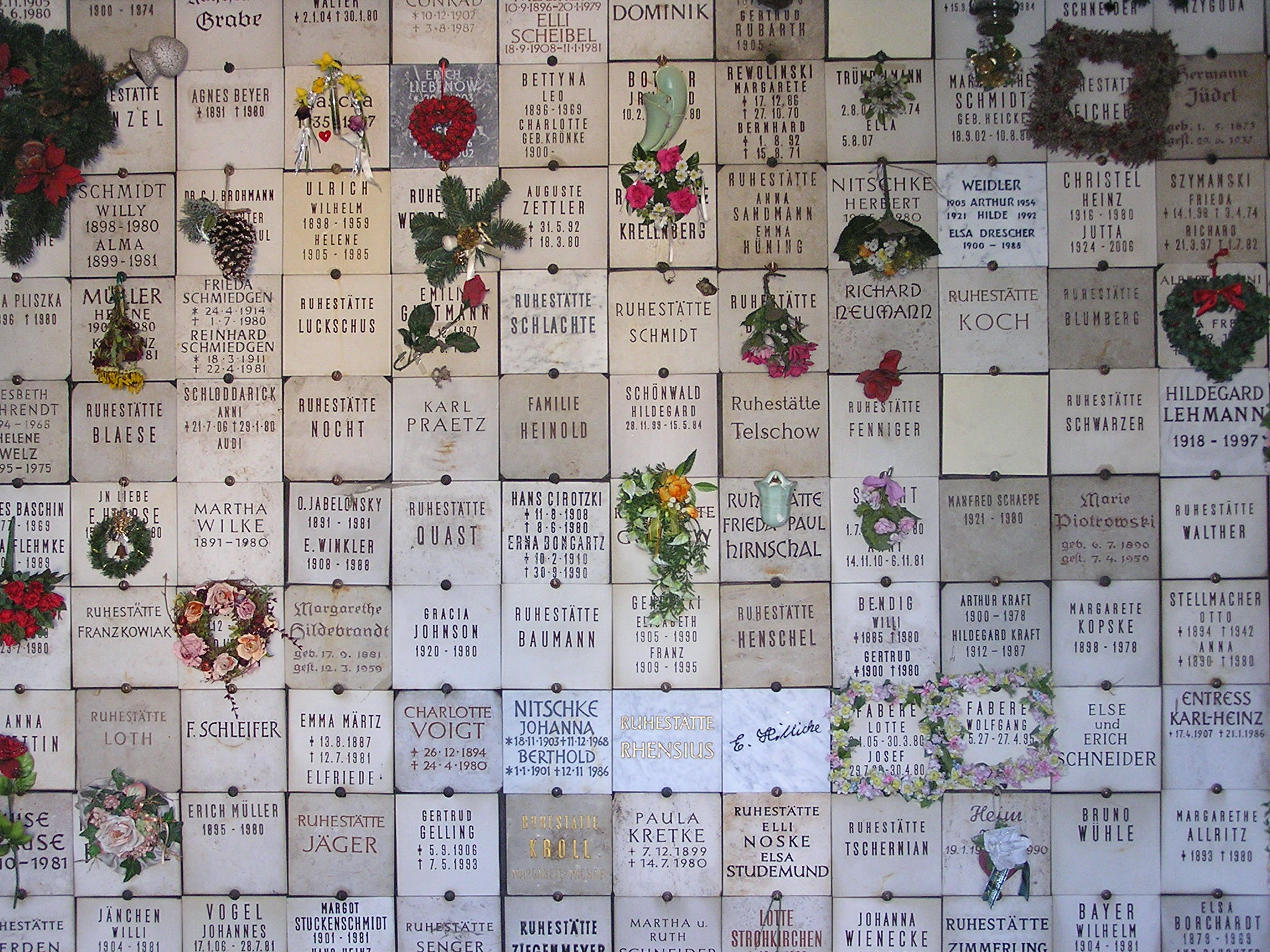
Platzsparende Beisetzungswand im Kolumbarium

Trotz der platzsparenden Feuerbestattung wurde der Raum auf dem Friedhof eng und bereits 1925 wurde mit dem Bau mehrerer Kolumbarien begonnen, die teilweise an das Krematorium anschlossen, somit die Symmetrie des Baus aufhoben und hierdurch die architektonische Wirkung einschränken. Eine Besonderheit im Wilmersdorfer Kolumbarium ist ein Gartenhof in maurisch-gotischem Stil, der etwa auch bei der Errichtung der Feuerhalle Simmering Verwendung fand. Hier und in weiteren schmuckvoll gestalteten Räumen konnte auch bei einer Urnenbeisetzung ein Repräsentationsbedürfnis befriedigt werden.
Anfang der 1930er Jahre wurden stetig die Kolumbarien erweitert. Die anfängliche Gestaltung als Kreuzgang und Gartenhof bot jedoch zu wenige Beisetzungsmöglichkeiten zu „volkstümlichen Preisen“. Im Verlauf des weiteren Ausbaus der Kolumbarien wurden deshalb Wände errichtet, in denen auf engstem Raum, die Asche der Verstorbenen ohne Urne, sondern nur in der Aschekapsel des Krematoriums, beigesetzt wurden.
Ab 1935 waren auf dem Friedhof Wilmersdorf nur noch Urnenbestattungen zugelassen. Der Name des Friedhofes wurde in Urnenhain Wilmersdorf geändert. Nach 1945 wurde diese Regelung allerdings wieder aufgehoben.

## Kunstwerke
Vor allem in den älteren Friedhofsteilen befinden sich kunsthistorisch wertvolle Grabanlagen und Grabskulpturen. Die zahlreichen Wandgräber und Mausoleen bilden hier ein einzigartiges Ensemble in der Berliner Sepulkralkultur. Vor allem der Bildhauer Hans Dammann hat hier zahlreiche Werke, sowohl architektonischer als auch bildhauerischer Art, hinterlassen, die sich bis heute in gutem Erhaltungszustand befinden.

### Grabstätte von Dincklage

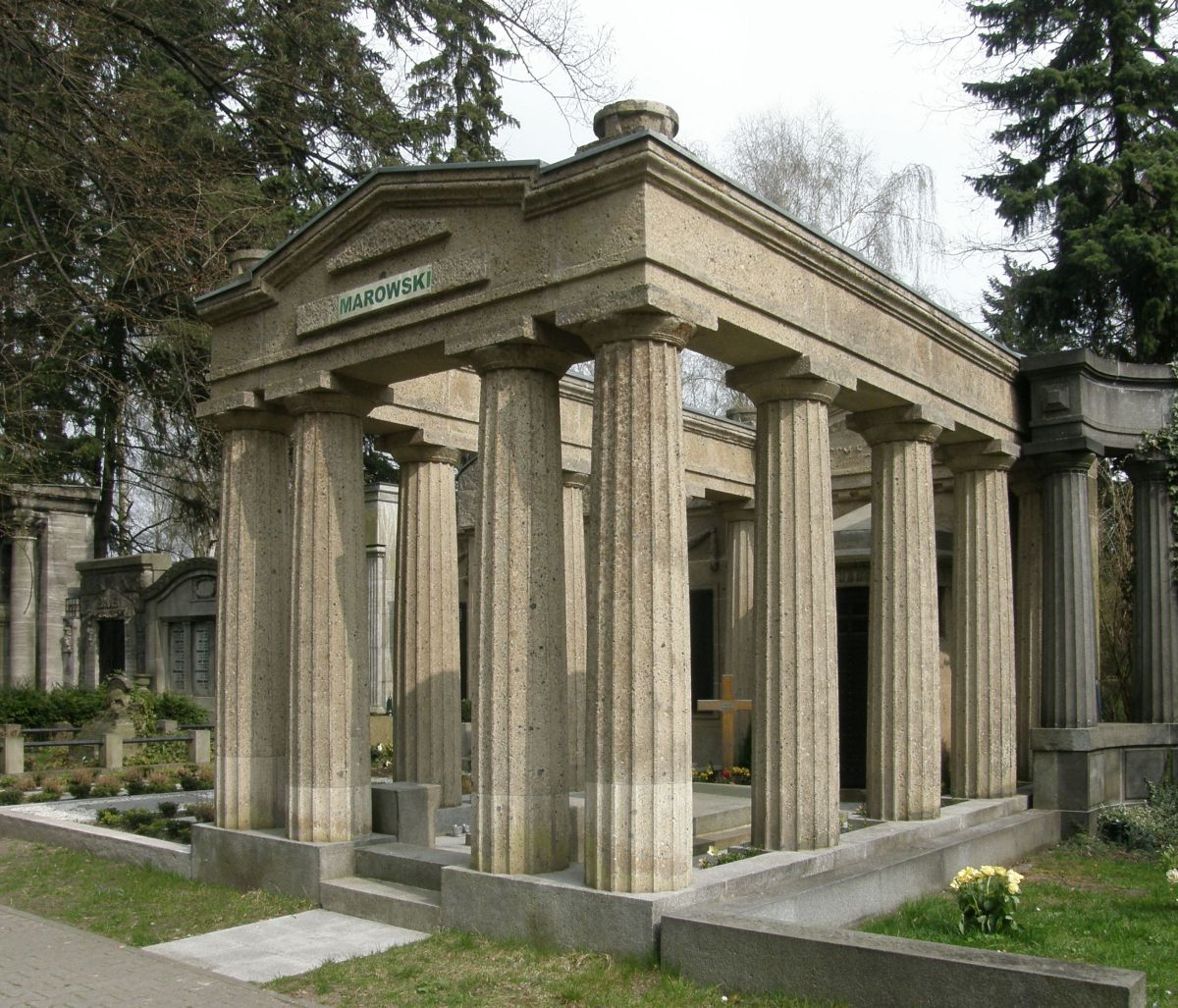
Tempelartiges Familiengrab von Dincklage

Für den 1907 verstorbenen Rittmeister Freiherr Max Ildefonso von Dincklage ließen dessen Nachkommen ein monumentales Erbbegräbnis errichten. Den Auftrag hierfür erhielt Hans Dammann. Er entwarf hier eine nach oben offene tempelartige Anlage. Auf einem Sockel aus Granit stehen an den Seiten- und der Forderfront insgesamt zwölf dorische Säulen aus Ettringer Tuff. Aus der geschlossenen Rückseite tritt halbkreisförmig der Gruftzugang heraus, dessen schmiedeeiserne Tür ursprünglich blau verglast war. Auf den Säulen und der Rückwand liegt ein massives Gebälk. Zu finden ist das Grab in der Grablage A Ost.
Im Jahr 2007 wurde die Grabstelle neu vergeben.

### Familiengrab Gieseler

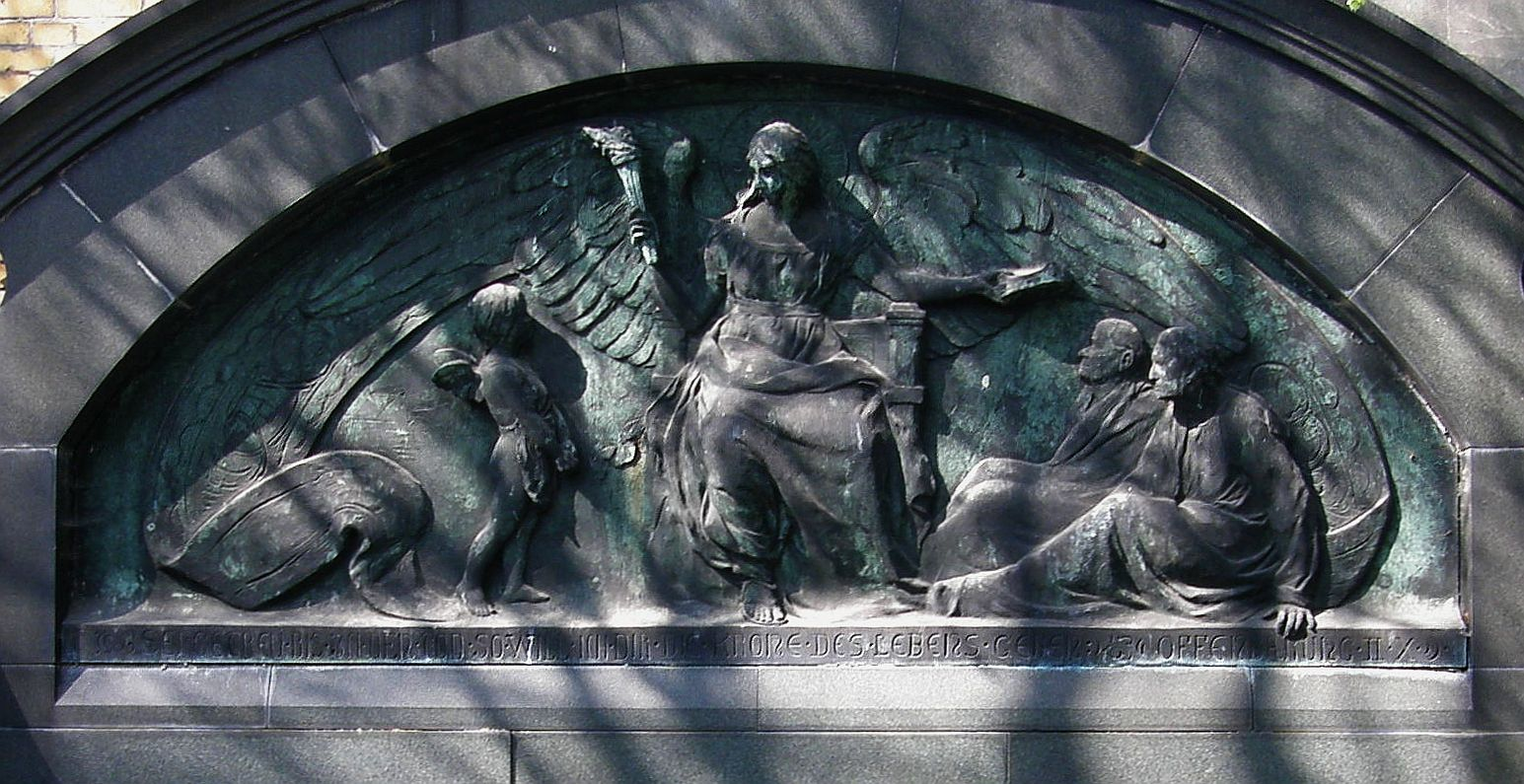
Grabrelief von Norbert Pfretzschner

Das Grab der alten Wilmersdorfer Familie Gieseler wurde um 1900 an der Westmauer des ältesten Friedhofsteils angelegt. Es wird geschmückt von einem etwa vier Meter breiten Relief aus der Hand des Tiroler Bildhauers Norbert Pfretzschner, der von 1891 bis 1913 in Charlottenburg lebte. Dieser setzte das Zitat „Sei getreu bis in den Tod so will ich Dir die Krone des Lebens geben“ aus der Offenbarung des Johannes (Offenbarung 2,10 ) künstlerisch um. Pfretzschner zeigt einen sitzenden Engel, in der einen Hand als Symbol für das Leben eine aufrechte Fackel haltend, in der anderen Hand eine Krone, die er an zwei auf dem Boden sitzende Alte übergibt. Der Engel blickt jedoch nicht zu den Alten, sondern zu einer neben ihm stehenden Putte, was der Szene den Eindruck eines Lehrstücks verleiht.
Das Grab Gieseler wurde bereits in den 1970er Jahren aufgelassen. Die Grabinschriften, die an die Bestatteten der Familie Gieseler erinnerten, wurden demontiert und die Fläche vor der Grabwand war zwischenzeitlich mit Einzelgräbern belegt.

### Grabmal Kemmann

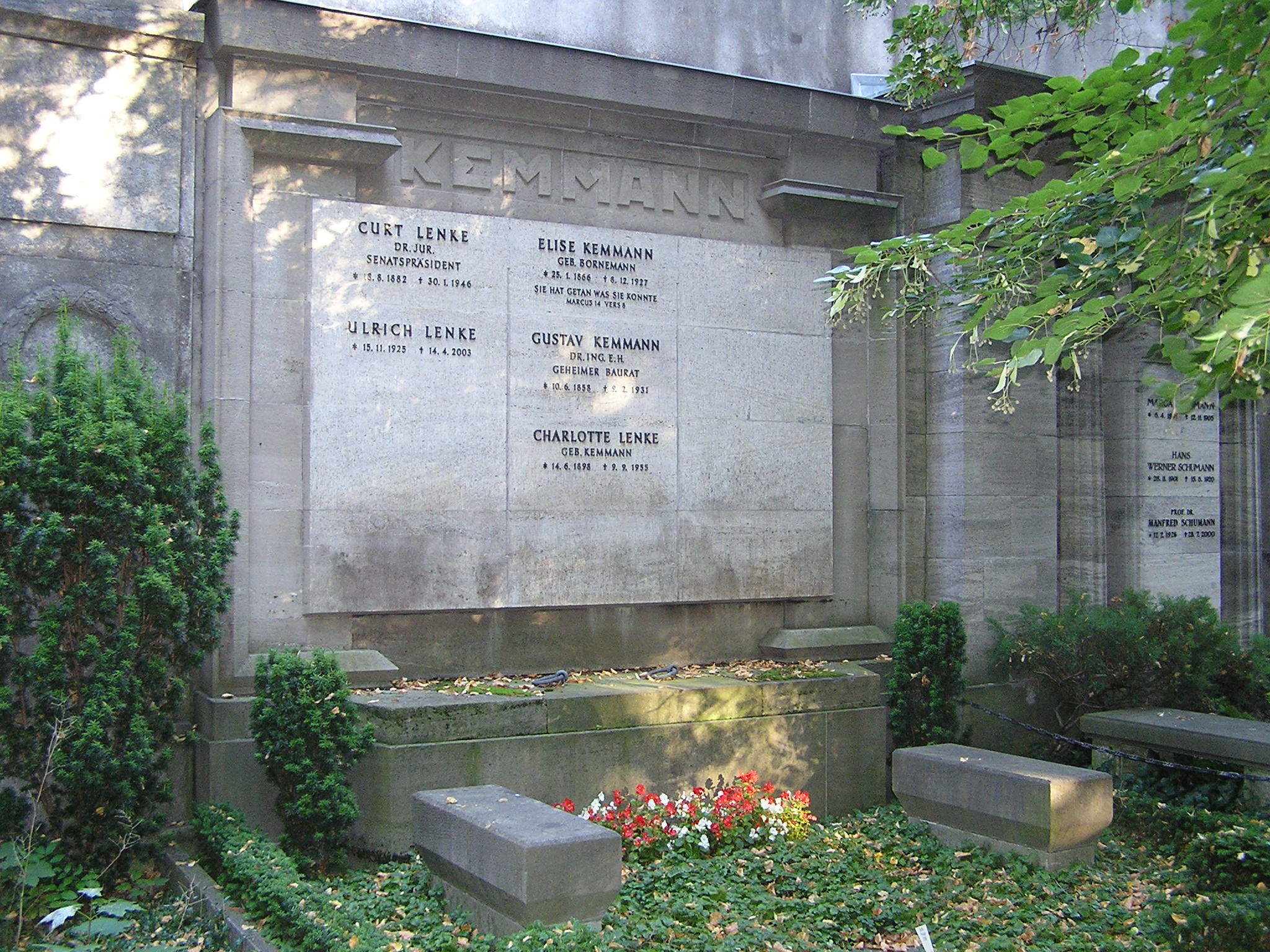
Grabmalsarchitektur von Sepp Kaiser

Der Verkehrsexperte Gustav Kemmann ließ 1928 für seine am 8. Dezember 1927 verstorbene Frau eine Familiengrabstätte durch den Schweizer Architekten Sepp Kaiser errichten. Kemmann und Kaiser kannten sich über ihre Tätigkeiten für die Berliner Hoch- und Untergrundbahn. Gustav Kemmann folgte seiner Frau im Jahr 1931. Die Grabstätte wird heute als Ehrengrab des Landes Berlin geführt. Sie wird weiterhin von den Nachfahren Kemmanns (Familie Lenke) genutzt.

### Grabstätte von Loebell

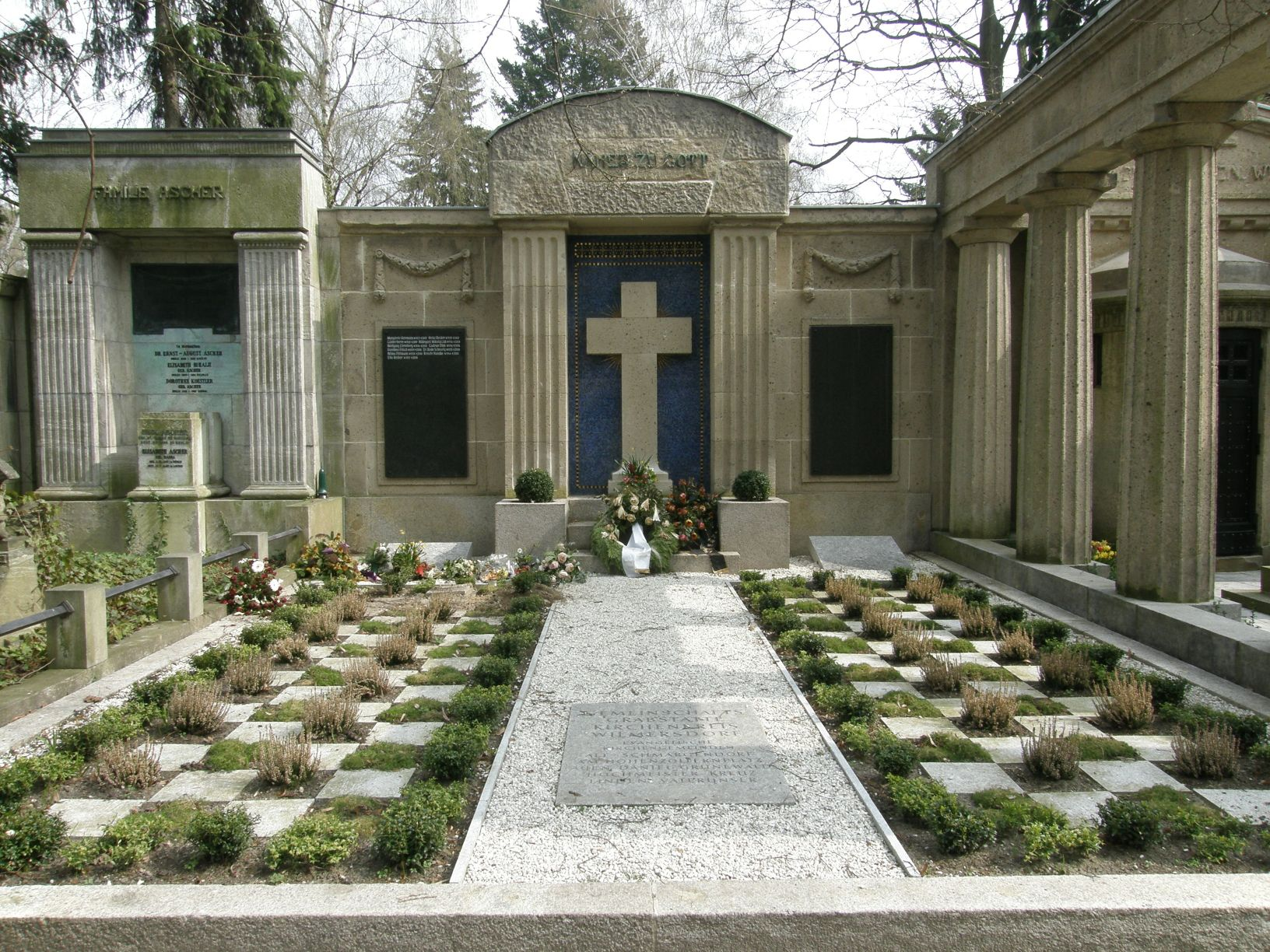
Wandgrab der Familie von Loebell

Friedrich Wilhelm von Loebell ließ 1911 im ältesten Friedhofsteil (Gräberfeld A) nach dem Tod seines Sohnes Dietrich, der 20-jährig verstarb, ein Familiengrab anlegen. Der Entwurf für diese Anlage stammt von Hans Dammann. Er gestaltete eine dreifeldrige Grabwand. Die beiden äußeren Felder wurden als Ehrentafeln für die Namen der Verstorbenen vorgesehen und das mittlere Feld als Scheinportal ausgebildet, zu dem eine kurze Freitreppe hinauf führt. Das Portal ist jedoch durch ein großes marmornes Kreuz verstellt, das den Zugang der Hinterbliebenen ins Jenseits symbolisch versperrt. Für die Darstellung des Jenseits auf der Wand hinter dem Kreuz wählte Dammann eine Auskleidung mit dunkelblauem Glasmosaik mit einem abgesetzten goldenen Mosaikrand und goldenen Strahlen die hinter dem Kreuz hervortreten. Auch Friedrich Wilhelm von Loebell und seine Frau Margarethe, geb. von Flottwell, wurden hier beigesetzt. Die Anlage befindet sich in der Grablage A Ost.
Das Grabmal wurde 2007 als Gemeinschaftsgrabstätte des Kirchenkreises Wilmersdorf umgenutzt. Neben einer Neugestaltung des Grabfeldes erfolgte an der Grabwand eine Überdeckung der Namen der Familie von Loebell mit zwei schwarzen Metalltafeln, auf denen die Namen der nun hier neu beigesetzten aufgelistet werden.

### Grabanlage Pfeffer

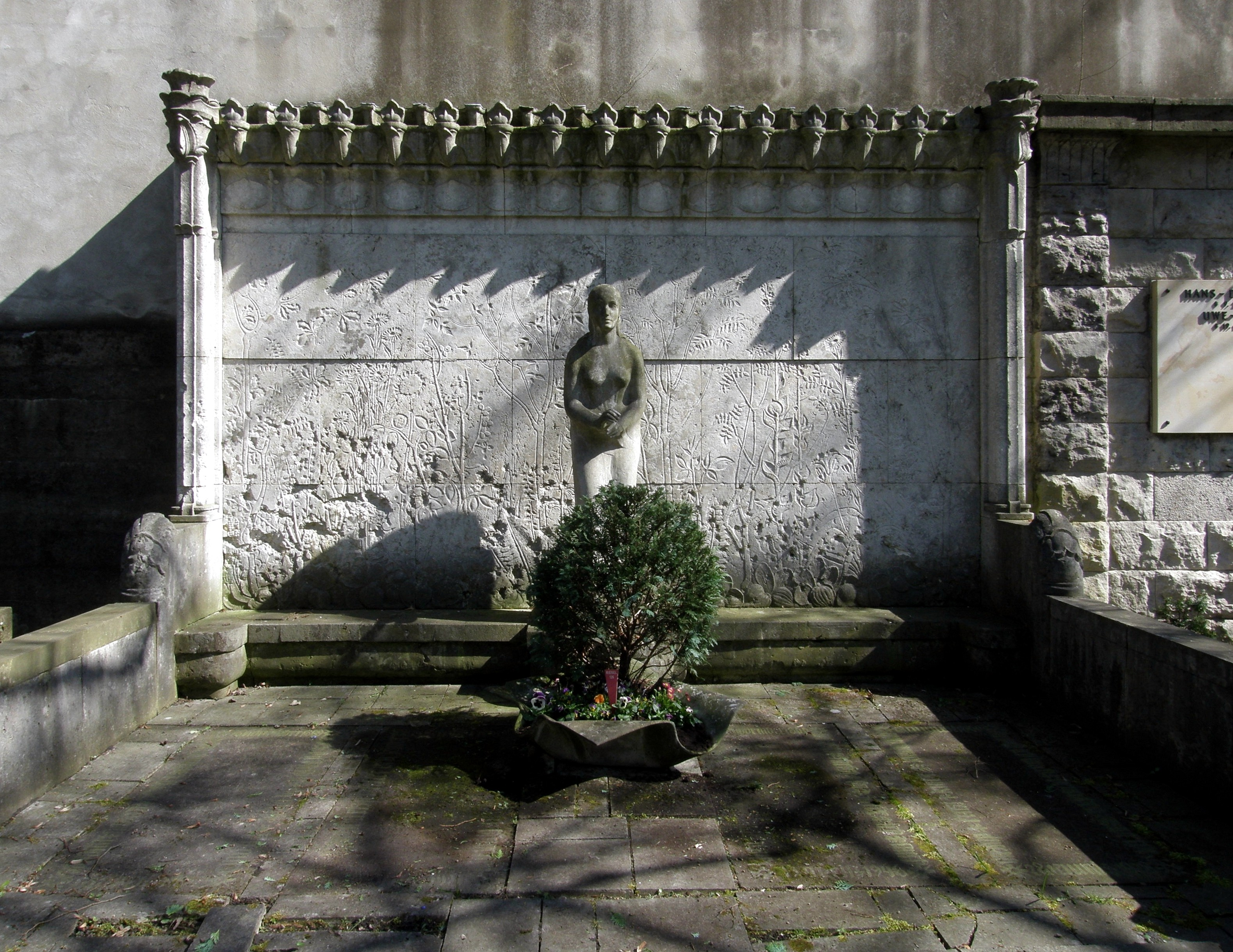
Familiengrab Pfeffer mit einzigartiger Reliefwand

Die Grabanlage Pfeffer ist im Berliner Raum einzigartig. Vor einer Reliefwand, die über und über mit Pflanzenmotiven bedeckt ist, steht die Skulptur einer Trauernden. Die in Muschelkalkstein gearbeitete Wand erweckt durch die geringe Bearbeitungstiefe der Reliefs, verstärkt durch die mittlerweile deutliche Verwitterung, den Eindruck von Fossilien. Vor Reliefwand und Skulptur befindet sich die mit vier großen Platten abgedeckelte Gruft, sodass in deutlichem Gegensatz zu den zahlreichen Pflanzendarstellungen auf der Reliefwand, das Grab selbst nicht durch reale Pflanzen geschmückt werden konnte. Architekt bzw. Bildhauer des Grabes sind nicht bekannt. Es wird jedoch gemutmaßt, dass es sich um ein Werk des Bildhauers Richard Langer handeln könnte. Das Grab befindet sich in der Grablage B Ost.

### Grabstätte Wislicenus-Finzelberg

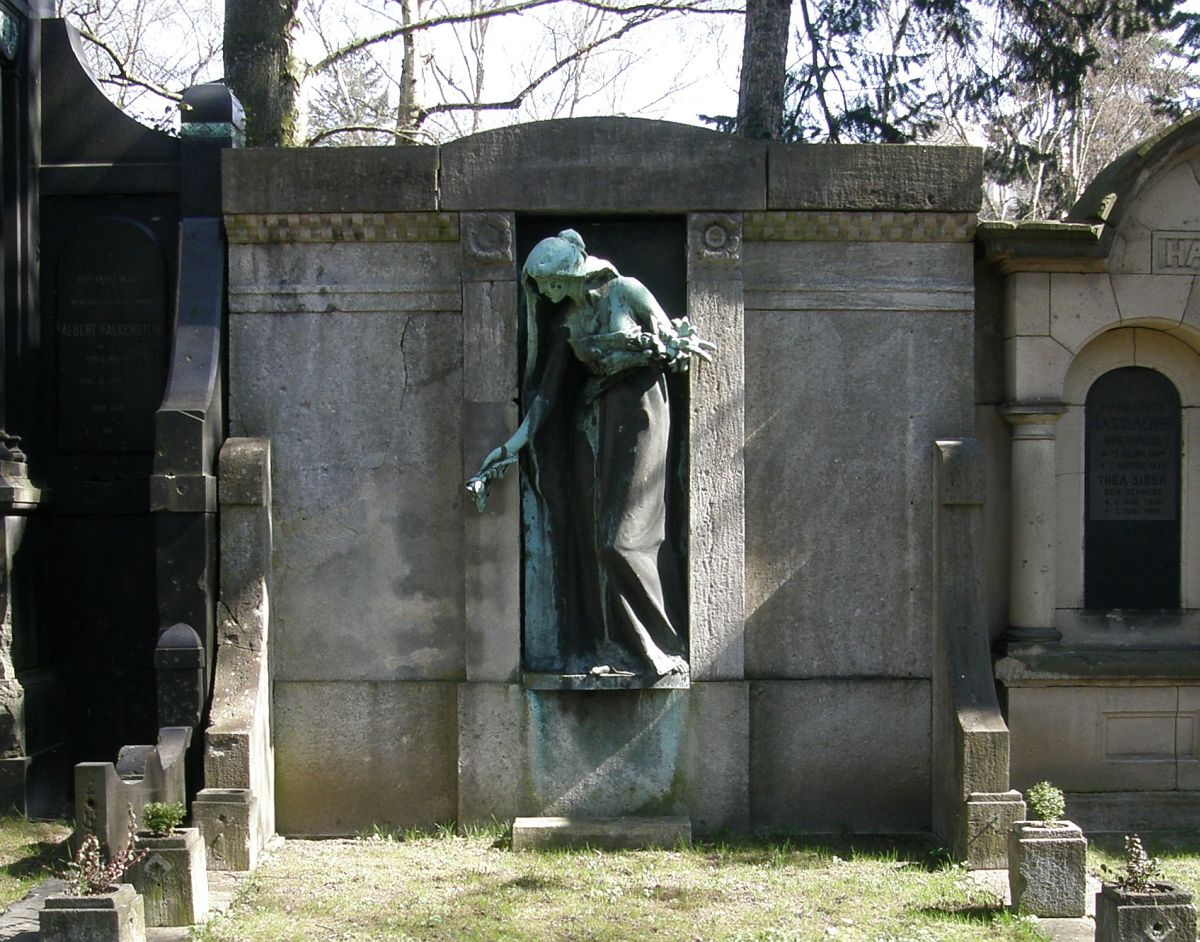
Wandgrab mit Skulptur von Lilli Wislicenus-Finzelberg

Im Oktober 1908 verstarb Charlotte Finzelberg, geborene Lichtenberger (1843–1908), Mutter der Bildhauerin Lilli Wislicenus-Finzelberg. Auf dem Friedhof Wilmersdorf wurde ein Familiengrab an der Außenmauer angelegt (heute Grablage A Ost). Die Grabmalwand ist dreifeldrig, über einem Sockelbereich befinden sich auf den Außenfeldern die mittlerweile stark verwitterten und kaum noch lesbaren Namensinschriften. Die Nische im Mittelfeld nimmt die Grabmalsskulptur einer Trauernden auf. Lilli Wislicenus-Finzelberg schuf die bronzene Skulptur, die in der linken Armbeuge einen Blumenstrauß trägt und mit der rechten Hand eine Rose, im Grabschmuck ein häufiges Symbol der Liebe, auf die Grabstelle der Verstorbenen legt. Auf der Plinthe ist die Skulptur mit Lilli Wislicenus-Finzelberg fec 1910 signiert. Skulptur und Grabwand bedienen sich der Formensprache des Jugendstils.
1922 folgte im Familiengrab die Beisetzung von Hermann Finzelberg (1842–1922), Ehemann von Charlotte und Vater von Lilli. Am 13. Dezember 1939 verstarb Hans Wislicenus, der Ehemann von Lilli Wislicenus-Finzelberg, und nur einen Tag später Lilli Wislicenus-Finzelberg selbst. Beide wurden ebenfalls hier beigesetzt.
Schadstellen in der steinernen Grabmalwand wurden 2016 beseitigt und die Grabstelle neu belegt.
Die gleiche Skulptur befindet sich auch auf einem Grab auf dem Wwedenskoje-Friedhof in Moskau.

### Weitere Grabstätten
Weiterhin sind einige Grabmale mit einzelnen Grabskulpturen ausgestattet. Hier sind zu nennen
- eine marmorne Engelsfigur von August Bauer auf dem Erbbegräbnis Bolze (A Ost),
- eine marmorne Christusfigur auf der ehemaligen Grabstätte Blisse-Ochs (heute Gemeinschaftsgrabanlage) von Franz Ochs, der auch hier bestattet wurde (A West),
- eine selbst geschaffene, marmorne Christusfigur des hier bestatteten Bildhauers Michel Lock (A5 am Rondell),
- eine bronzene galvanoplastische Skulptur einer Trauernden auf einem ehemaligen Familiengrab (heute ein Gemeinschaftsgrab) von Hans Dammann (A Ost), die auf zahlreichen (Berliner) Friedhöfen anzutreffen ist,
- ein Relief von August Rhades am Grab von Henriette von Hollitscher (B Ost).

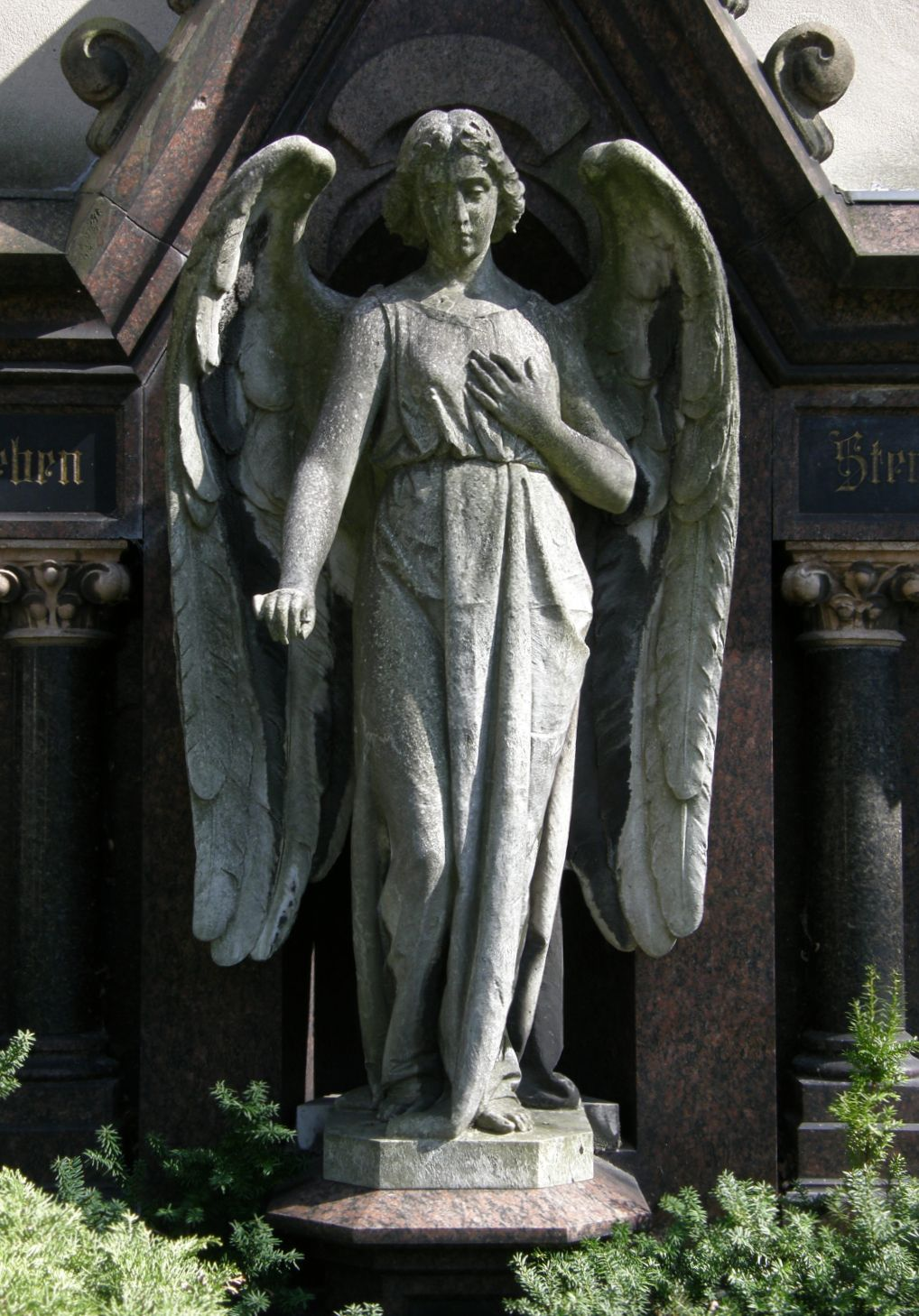
Engel von August Bauer
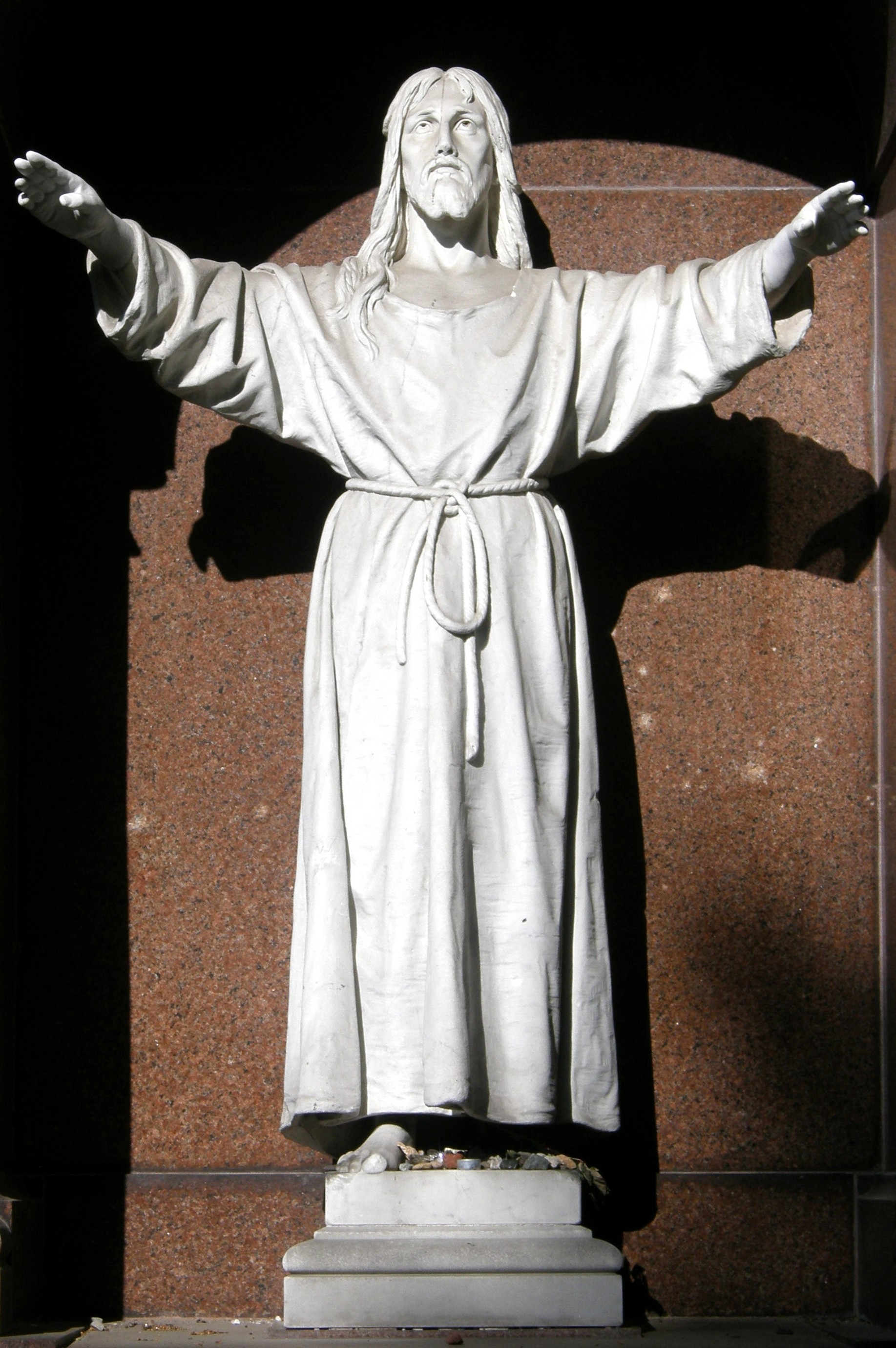
Christusfigur von Franz Ochs
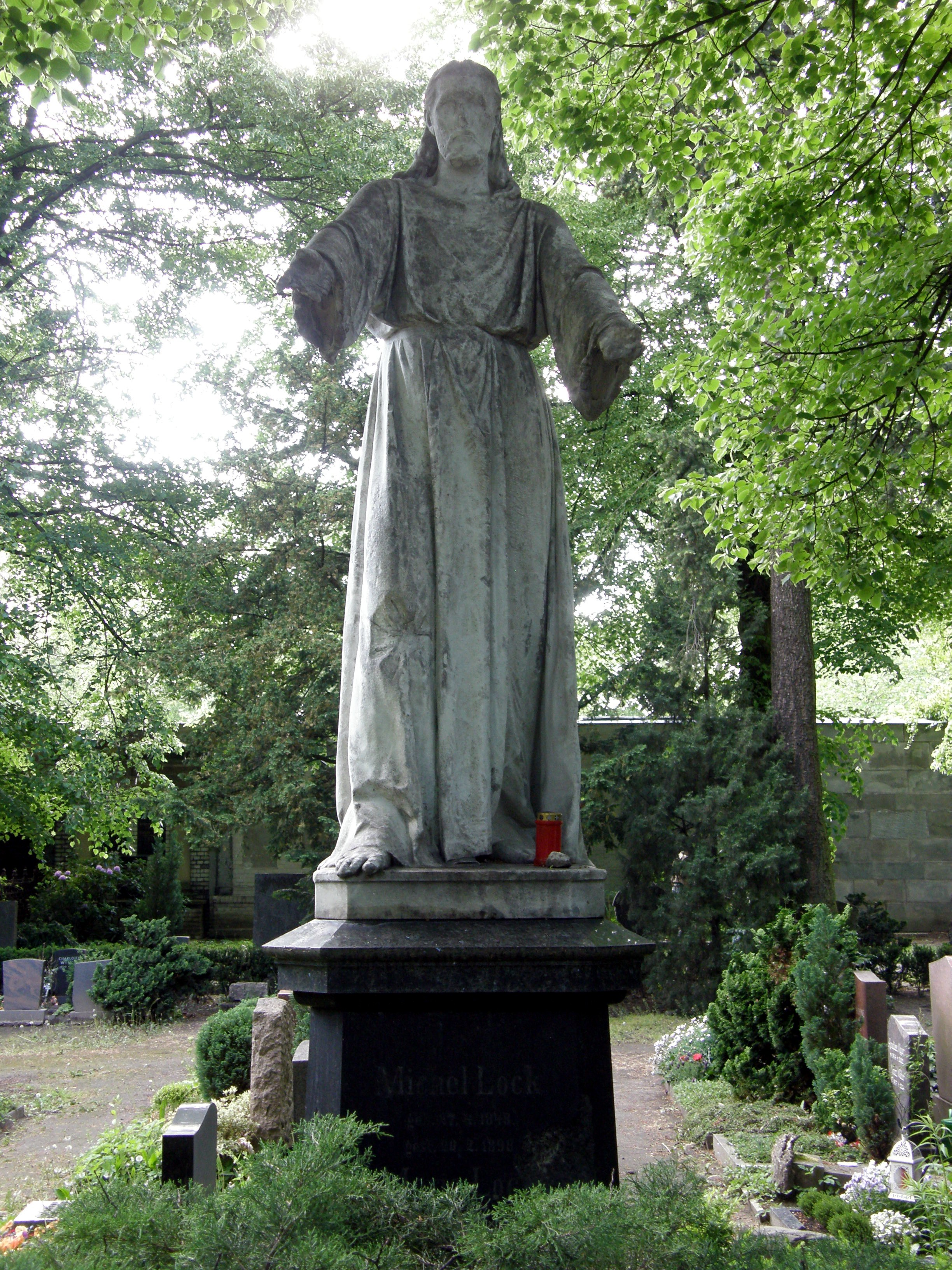
Christusfigur von Michel Lock auf dessen Grab
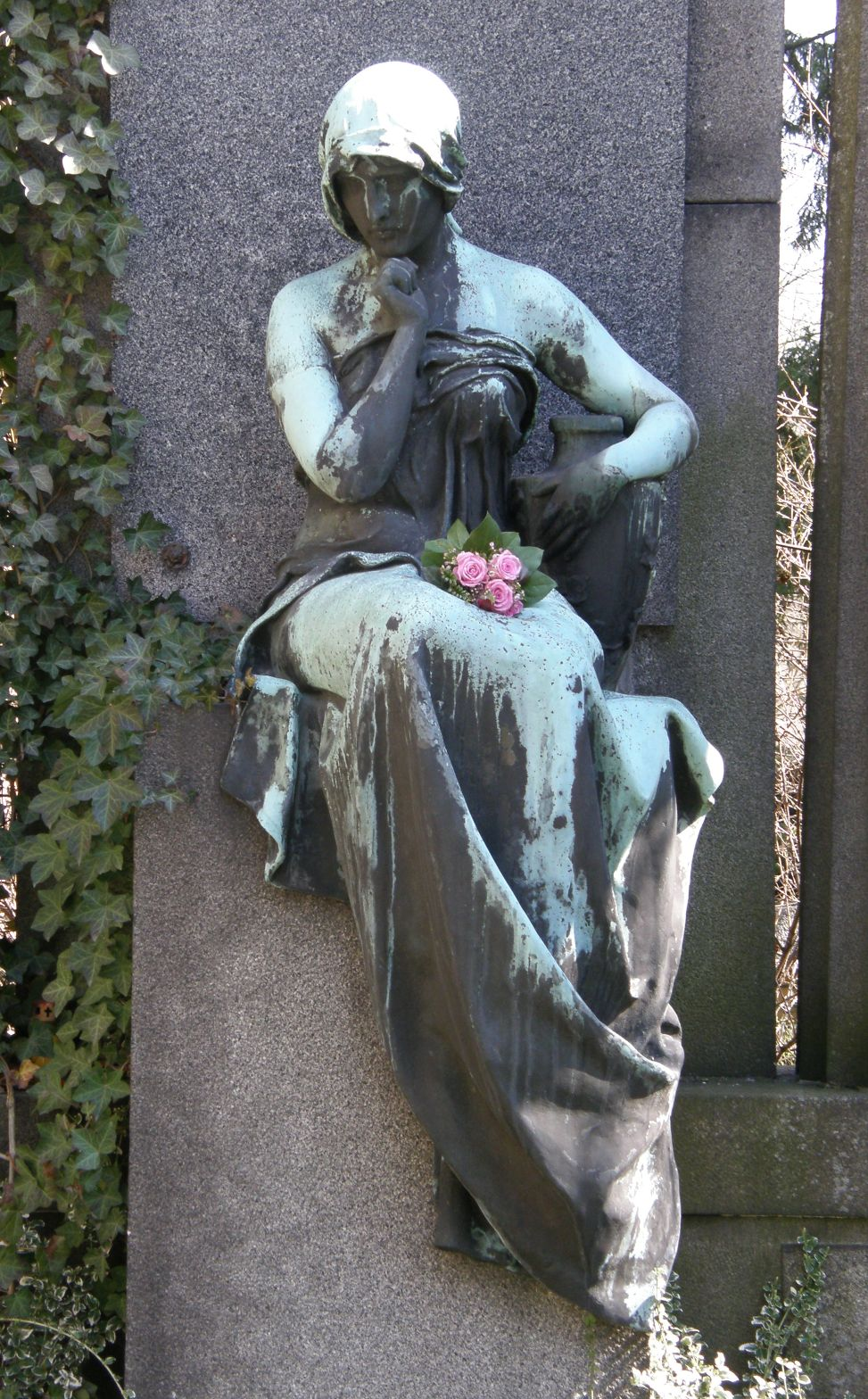
Skulptur einer Trauernden von Hans Dammann
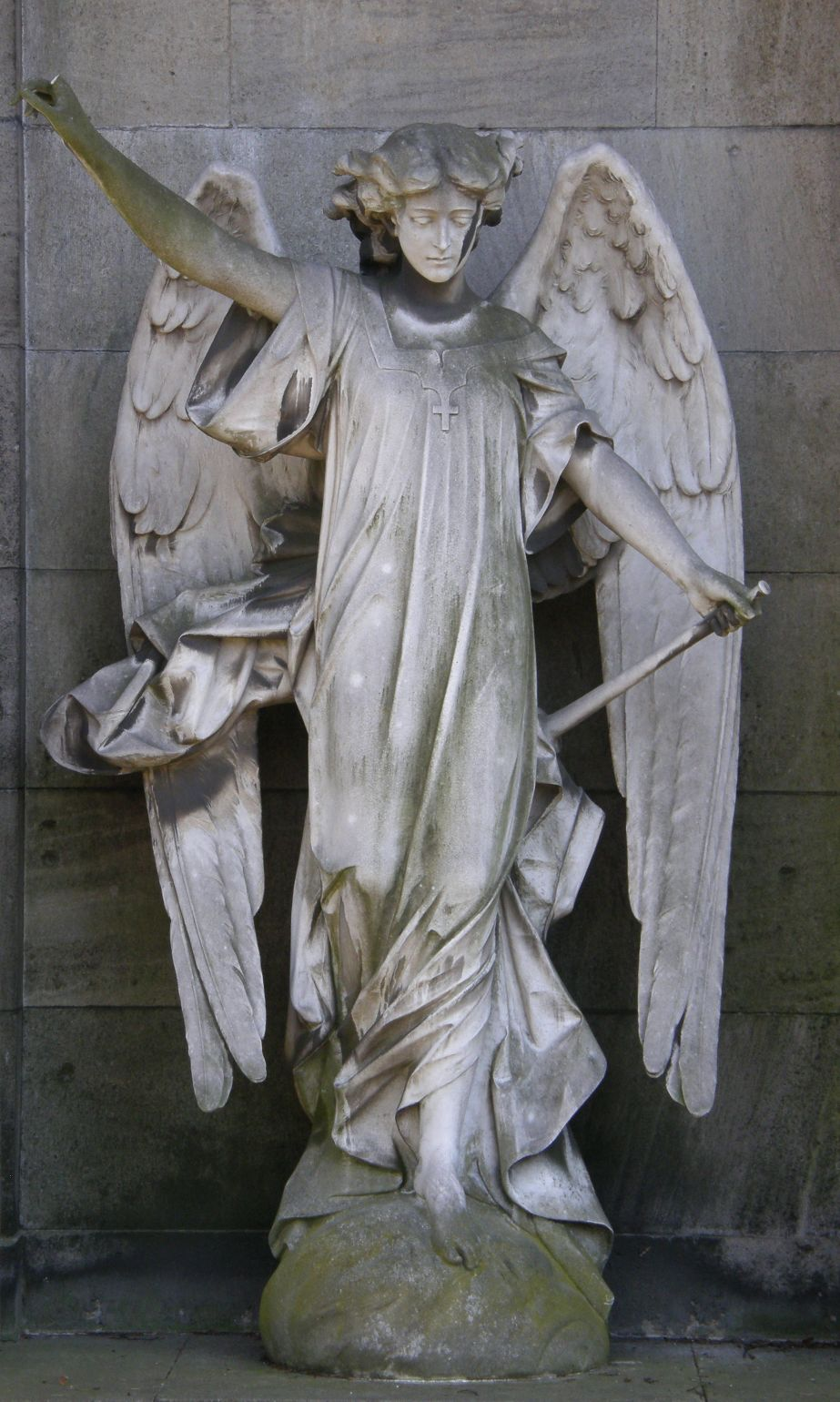
Engel auf dem Familiengrab von Hermersberg
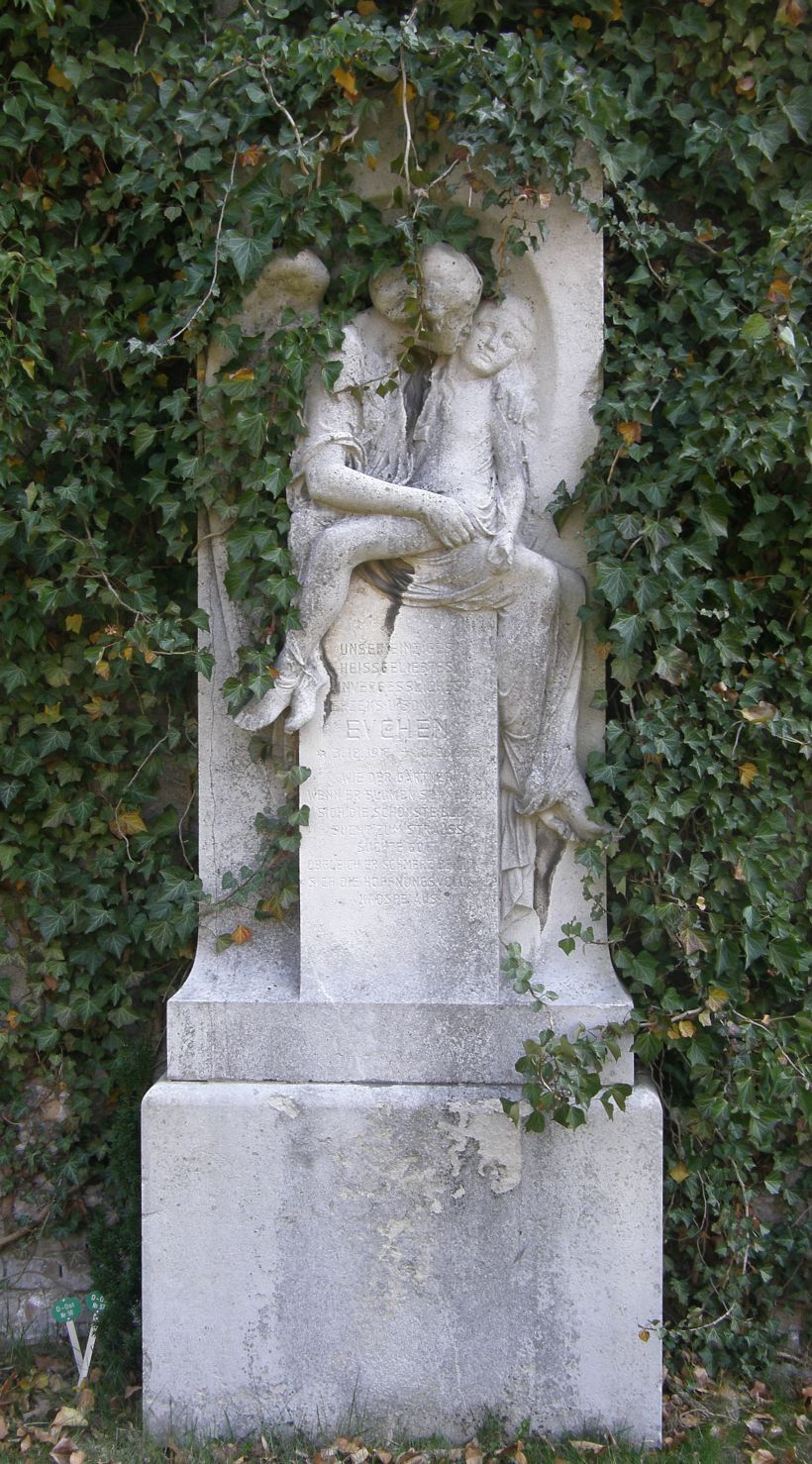
Grab für ein 1922 knapp fünfjährig verstorbenes Mädchen

An vier Grabsteinen befinden sich zur Erinnerung an den jeweils dort Beigesetzten Porträtreliefs.
- Grabrelief des Mathematik-Professors Richard Güntsche (1861–1913), seltenes Hochrelief im Halbprofil angefertigt 1914 vom Bildhauer Richard Grüttner (B1-15-9)
- Relieftondo für den Komponisten Theo Mackeben (A5-UW-118)
- Grabrelief des Architekten und Stadtrats Otto Schnock (1865–1922), signiert „V. E. Schmidt 1922“ (B12)
- Hochrelieftondo des Wilmersdorfer Hauptlehrers Christian Schulz (1824–1898, Grabfeld A6)

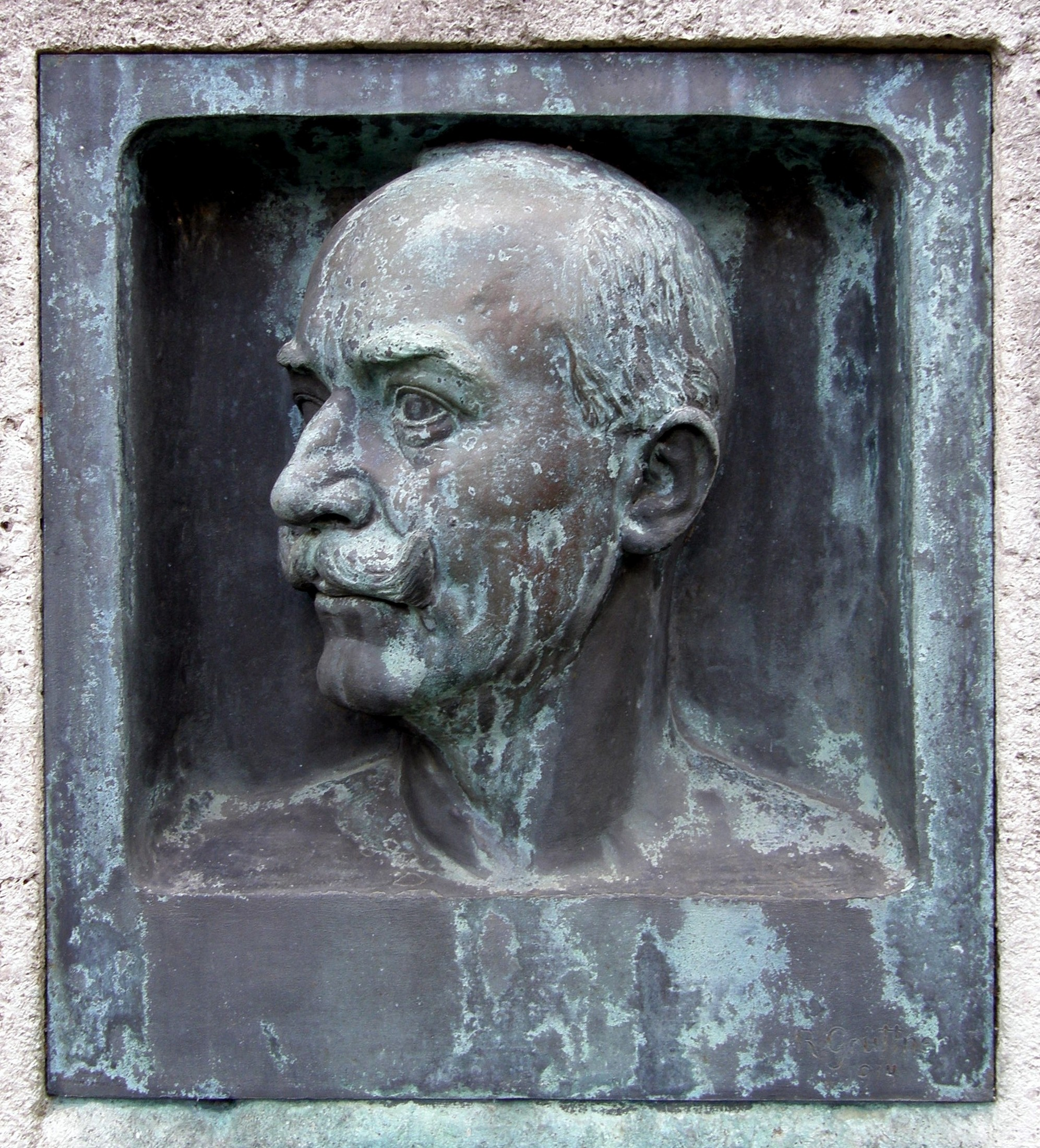
Grabrelief Richard Güntsche
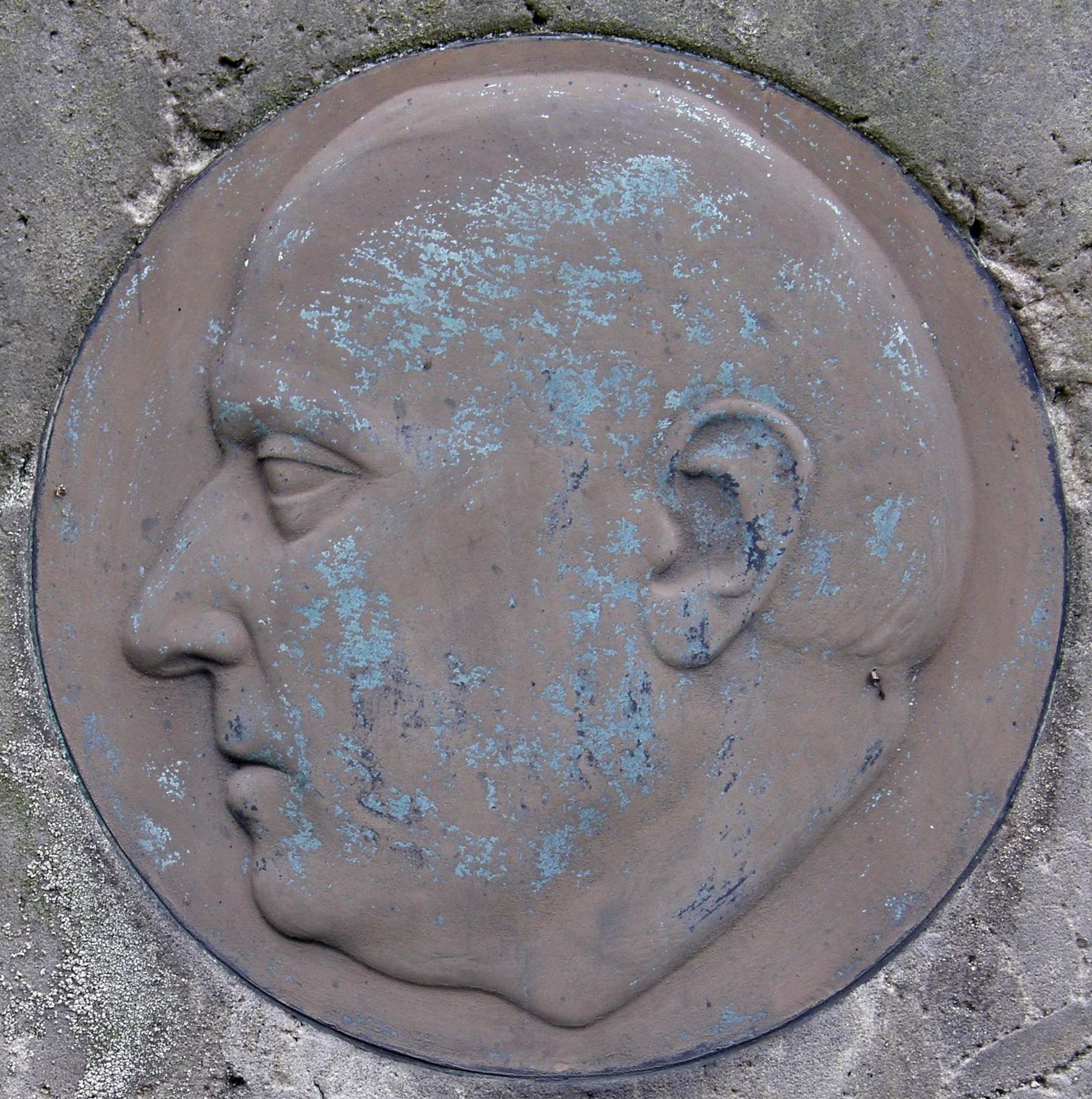
Tondo Theo Mackeben
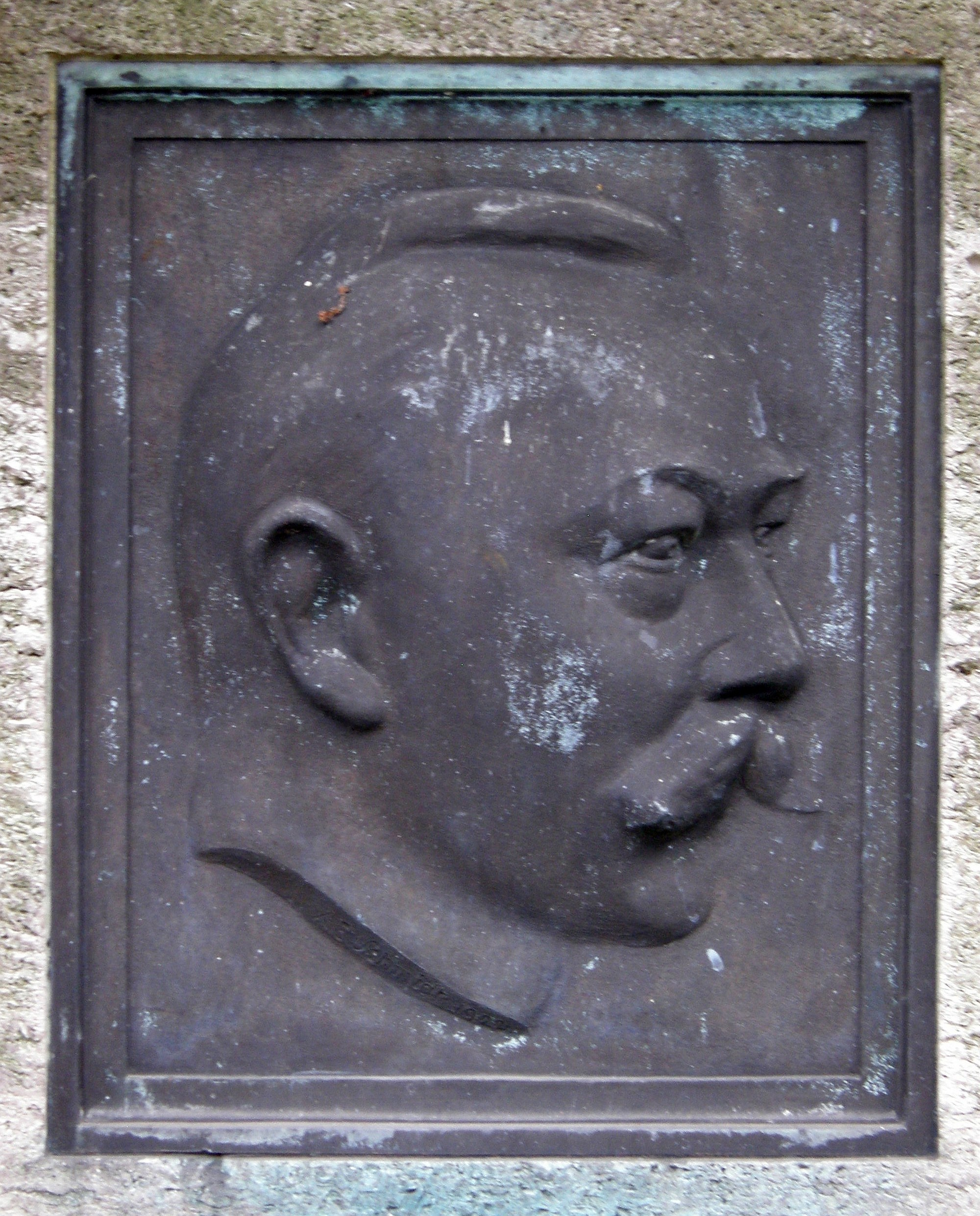
Grabrelief Otto Schnock
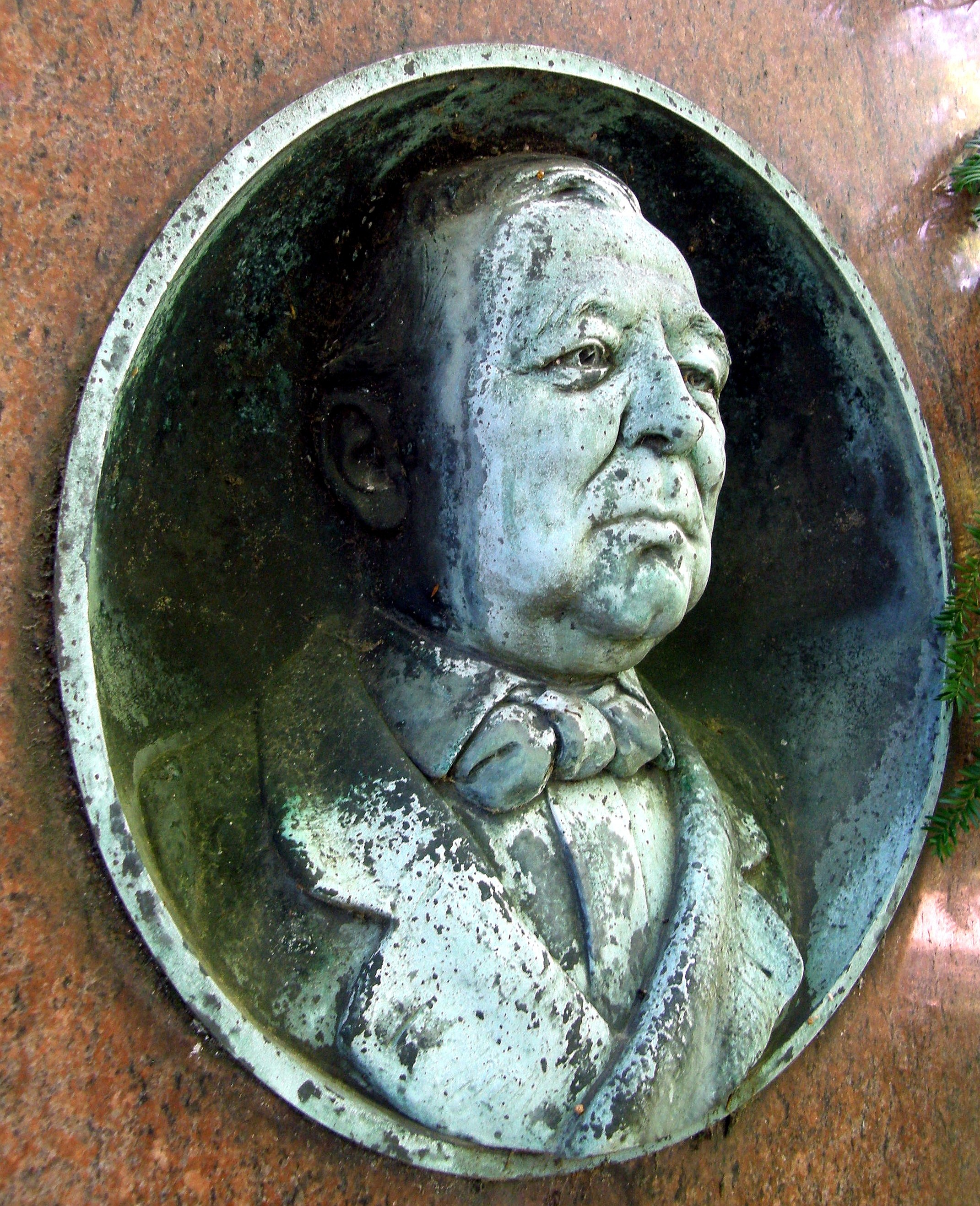
Hochrelieftondo Christian Schulz

## Beigesetzte bekannte Persönlichkeiten
| Name                          | Geburtsjahr | Sterbejahr | Beruf/Wirken                                                | Ehrengrab | Grablage                         | Foto des Grabes | Bemerkungen                                                  |
| ----------------------------- | ----------- | ---------- | ----------------------------------------------------------- | --------- | -------------------------------- | --------------- | ------------------------------------------------------------ |
| Günther Abendroth             | 1920        | 1993       | Politiker                                                   | x         | D16-23                           | Foto            |                                                              |
| Hans Ailbout                  | 1879        | 1957       | Musiker, Musikdirektor, Komponist                           |           |                                  |                 | nicht erhalten                                               |
| Georg Alexander               | 1888        | 1945       | Schauspieler, Regisseur                                     |           |                                  |                 | 1960 aufgelassen                                             |
| Otto Antoine                  | 1865        | 1951       | Kunstmaler                                                  |           | C7-4-8                           | Foto            |                                                              |
| Pete Ariel                    | 1941        | 2012       | Filmregisseur und Drehbuchautor                             |           |                                  | Foto            |                                                              |
| Hans Arnold                   | 1860        | 1913       | Bildhauer                                                   |           | C3-3-24                          |                 | nicht erhalten                                               |
| Paul Felix Aschrott           | 1856        | 1927       | Jurist, Strafrechts- und Sozialreformer                     |           |                                  |                 | nicht erhalten                                               |
| Ewno Asew                     | 1869        | 1918       | Lockspitzel Asew                                            |           |                                  |                 | nicht erhalten                                               |
| Bruno Balz                    | 1902        | 1988       | Schlagertexter, Textdichter                                 |           | B6-UW-54                         | Foto            |                                                              |
| Juliane Bartel                | 1945        | 1998       | Moderatorin                                                 |           | D5b                              |                 | anonym bestattet                                             |
| Otto Baschin                  | 1865        | 1933       | Professor für Geographie (HU)                               |           |                                  |                 | nicht erhalten                                               |
| Heribert Baumann              | 1926        | 2017       | Bezirksbürgermeister von Wilmersdorf                        |           | C8-16a-29                        | Foto            |                                                              |
| Max Baumbach                  | 1859        | 1915       | Bildhauer                                                   |           | C9-4-26                          |                 | nicht erhalten                                               |
| Giuseppe Becce                | 1877        | 1973       | Komponist                                                   |           | Raum 21, Wand C, Reihe 11, Nr. 6 | Foto            |                                                              |
| Wilhelm Beckmann              | 1852        | 1942       | Maler                                                       |           | D4-4-54                          | Foto            |                                                              |
| Peter Behrens                 | 1868        | 1940       | Architekt und Designer                                      |           | Raum 16, Wand A, Reihe 4, Nr. 5  |                 | nicht erhalten                                               |
| Alexander von Bentheim        | 1931        | 2006       | Journalist und Moderator                                    |           | B4-UW-3/5                        |                 |                                                              |
| Franz Beyschlag               | 1856        | 1935       | Geologe                                                     |           |                                  |                 | nicht erhalten                                               |
| Robert Biberti                | 1902        | 1985       | Sänger bei den Comedian Harmonists                          |           | C5-89                            | Foto            | 2017 aufgelassen                                             |
| Rudolf Biebrach               | 1866        | 1938       | Filmregisseur und Schauspieler                              |           | B9-UR-212                        | Foto            |                                                              |
| Richard Bielenberg            | 1871        | 1929       | Architekt                                                   |           | D-Ost-66/70                      |                 | ehemaliges Familiengrab heute Gemeinschaftsruhestätte        |
| Jürgen Bier                   | 1943        | 2007       | Mund-, Kiefer- und Gesichtschirurg                          |           | C5-4-53/55                       |                 |                                                              |
| Auguste Blisse                | 1845        | 1907       | „Millionenbauern“, Stifter eines Waisenhauses               | seit 1969 | A West 96-97                     | Foto            |                                                              |
| Christian Blisse              | 1823        | 1905       | „Millionenbauern“, Stifter eines Waisenhauses               | seit 1969 | A West 96-97                     | Foto            |                                                              |
| Carl Bohm                     | 1844        | 1920       | Komponist                                                   |           |                                  |                 | nicht erhalten                                               |
| Curt Bois                     | 1901        | 1991       | Schauspieler                                                |           | A9-87                            |                 | ohne Grabstein                                               |
| Richard van der Borght        | 1861        | 1926       | Nationalökonom                                              |           |                                  |                 | nicht erhalten                                               |
| Richard Börnstein             | 1852        | 1913       | Physiker und Meteorologe                                    |           | B1-15-8                          | Foto            |                                                              |
| Lya Borré                     | 1889        | 1920       | Schauspielerin                                              |           |                                  |                 |                                                              |
| August von Borries            | 1852        | 1906       | Ingenieur                                                   |           | B5-Hain-7/8                      |                 | nicht erhalten                                               |
| Otto Briesemeister            | 1866        | 1910       | Opernsänger                                                 |           |                                  |                 | nicht erhalten                                               |
| Egon Brosig                   | 1889        | 1961       | Schauspieler                                                |           | B5-Ur-104                        | Foto            |                                                              |
| Alexander Calandrelli         | 1834        | 1903       | Bildhauer                                                   |           | B6-1-13/14                       |                 | nicht erhalten                                               |
| Paul Colberg                  | 1863        | 1926       | Komponist und Pianist                                       |           |                                  |                 | 1988 aufgelassen                                             |
| Max Contag                    | 1852        | 1930       | Ingenieur („Erbauer“ des Teltowkanals)                      |           | A West 81-86                     | Foto            |                                                              |
| Sigrid Damm-Rüger             | 1939        | 1995       | SDS-Aktivistin, Feministin, Autorin                         |           | C4-280                           | Foto            |                                                              |
| Max Delbrück                  | 1850        | 1919       | Agrikulturchemiker                                          |           |                                  |                 | nicht erhalten                                               |
| Ludwig Deubner                | 1877        | 1946       | Altphilologe und Religionswissenschaftler                   |           |                                  |                 | nicht erhalten                                               |
| Emil Doepler                  | 1855        | 1922       | Kunstmaler                                                  |           |                                  |                 | nicht erhalten                                               |
| Julius Ehrentraut             | 1841        | 1923       | Kunstmaler                                                  |           |                                  |                 | nicht erhalten                                               |
| Richard Ermisch               | 1885        | 1960       | Architekt, Stadtbaudirektor                                 |           | A9-UW-16                         | Foto            |                                                              |
| Hans Fiebrandt                | 1905        | 2001       | Schauspieler                                                |           |                                  |                 |                                                              |
| Emil Franke                   | 1880        | 1945       | Bezirksbürgermeister von Wilmersdorf                        |           | C15-30-8                         | Foto            | Kriegsgräberstätte                                           |
| Johannes Friedrich            | 1893        | 1972       | Altorientalist und Hochschullehrer                          |           |                                  | Foto            |                                                              |
| Hermann Föttinger             | 1877        | 1945       | Elektroingenieur und Erfinder                               |           | C14-2-31                         | Foto            |                                                              |
| Hans Frädrich                 | 1937        | 2003       | Direktor Zoo Berlin                                         |           | E1-UR-334                        | Foto            |                                                              |
| Walter Frenzel                | 1884        | 1970       | Textiltechniker                                             |           |                                  | Foto            |                                                              |
| Friedrich Freund              | 1861        | 1924       | Staatssekretär im preußischen Innenministerium              |           |                                  |                 | nicht erhalten                                               |
| Eberhard Galley               | 1910        | 1994       | Germanist                                                   |           |                                  | Foto            |                                                              |
| Hugo Gasteiger                | 1899        | 1978       | Ophthalmologe                                               |           | C14-4-36                         | Foto            |                                                              |
| Nikolaus Geiger               | 1849        | 1897       | Bildhauer                                                   |           |                                  |                 | nicht erhalten                                               |
| Iska Geri                     | 1914        | 2002       | Schauspielerin und Kabarettistin                            |           |                                  |                 |                                                              |
| Otto Geyer                    | 1843        | 1914       | Bildhauer                                                   |           |                                  |                 | nicht erhalten                                               |
| Erwin Gohrbandt               | 1890        | 1965       | Chirurg und Hochschullehrer                                 |           | A9-UW-9                          |                 | nicht erhalten                                               |
| Theodor Grawert               | 1858        | 1927       | Armeemusikinspizient                                        |           | A Ost 30–41                      | Foto            |                                                              |
| Siegfried Grönig              | 1942        | 2000       | Schauspieler                                                |           | B2-Ur-3                          | Foto            |                                                              |
| Wilhelm Grube                 | 1855        | 1908       | Sinologe                                                    |           | D5a-1-39/41                      |                 | Grabgestaltung Fritz Schumacher, nicht erhalten              |
| Isa Gruner                    | 1897        | 1989       | Sozialarbeiterin                                            |           |                                  |                 |                                                              |
| Heinrich Grünfeld             | 1855        | 1931       | Cellist                                                     |           |                                  |                 | nicht erhalten                                               |
| Richard Güntsche              | 1861        | 1913       | Mathematiker                                                |           | B1-15-9/10                       | Foto            | Grabstein mit Hochrelief von Richard Grüttner                |
| Gottlieb Haberlandt           | 1854        | 1945       | Botaniker                                                   |           | B10-UW-139                       | Foto            |                                                              |
| Carl Halir                    | 1859        | 1909       | Violinvirtuose                                              |           |                                  |                 | nicht erhalten                                               |
| Otto Hammann                  | 1852        | 1928       | Jurist und Pressereferent im Auswärtigen Amt                |           |                                  |                 | nicht erhalten                                               |
| Agnes Harder                  | 1864        | 1939       | Dichterin                                                   |           |                                  |                 | nicht erhalten                                               |
| Karin Hardt                   | 1910        | 1992       | Schauspielerin                                              |           |                                  |                 |                                                              |
| Johannes Hass                 | 1873        | 1945       | Gewerkschafter und Politiker                                | seit 1965 | B10-UW3-15                       | Foto            |                                                              |
| Otto Hauser                   | 1874        | 1932       | Vorgeschichtsforscher, entdeckte den Aurignac-Menschen      | 1990–2014 | C2-UW-20                         | Foto            |                                                              |
| Christian Havestadt           | 1852        | 1908       | Architekt („Erbauer“ des Teltowkanals)                      |           | A Ost 25–28                      | Foto            |                                                              |
| Hugo von Hermersberg          | 1864        | 1929       | Verwaltungsbeamter und Finanzinvestor                       |           | A Ost 93–96                      | Foto            |                                                              |
| Wolf Hilbertz                 | 1938        | 2007       | Architekt, Erfinder und Meereswissenschaftler               |           | B1-UW-20                         |                 |                                                              |
| Matthias Hinze                | 1969        | 2007       | Schauspieler und Synchronsprecher                           |           | D11-3-29                         | Foto            |                                                              |
| Günther Holstein              | 1892        | 1931       | Staats- und Kirchenrechtler                                 |           | nicht erhalten                   |                 |                                                              |
| Klaus Hübner                  | 1924        | 2021       | Polizeipräsident in Berlin                                  |           |                                  | Foto            |                                                              |
| Gerhard Huttula               | 1902        | 1996       | Kameramann                                                  |           |                                  |                 |                                                              |
| Eliza Illiard                 | 1905        | 1969       | Koloratursopranistin                                        |           |                                  |                 |                                                              |
| Julius Jacob                  | 1842        | 1929       | Kunstmaler                                                  |           |                                  |                 | nicht erhalten                                               |
| Gerhard Janensch              | 1860        | 1933       | Bildhauer und Maler                                         |           |                                  |                 | nicht erhalten                                               |
| Victor Janson                 | 1884        | 1960       | Schauspieler                                                |           | C14-16a-2/3                      |                 | nicht erhalten                                               |
| Leon Jessel                   | 1871        | 1942       | Komponist (Schwarzwaldmädel)                                |           | C8-16a-23                        | Foto            | 1955 Umbettung vom Südwestkirchhof Stahnsdorf                |
| Peter Jokostra                | 1912        | 2007       | Schriftsteller                                              |           | Raum 2, Nr. 30                   | Foto            |                                                              |
| Gerhard Jungfer               | 1940        | 2017       | Rechtsanwalt                                                |           |                                  | Foto            |                                                              |
| Horst Käsler                  | 1926        | 1987       | Handballspieler und Sportdidakt                             |           | Raum 10, Nr. 40                  | Foto            |                                                              |
| Clemens Kaufung               | 1867        | 1921       | Opernsänger                                                 |           |                                  |                 | nicht erhalten                                               |
| Gustav Kemmann                | 1858        | 1931       | Verkehrswissenschaftler                                     | seit 2004 | B Ost 70-72                      | Foto            |                                                              |
| Felix Klemperer               | 1866        | 1932       | Mediziner                                                   |           | A5-101                           |                 | nicht erhalten                                               |
| Carl Klönne                   | 1850        | 1915       | Bankier                                                     |           | A Ost 42–51                      | Foto            |                                                              |
| Reinhard Kolldehoff           | 1914        | 1995       | Schauspieler                                                |           | C13-16-18                        | Foto            |                                                              |
| Willi Krause                  | 1903        | 1987       | Politiker, Gewerkschaftsfunktionär                          | x         | A11-UW-129                       | Foto            |                                                              |
| Walter Krickeberg             | 1885        | 1962       | Ethnologe                                                   |           | B6-UW-124                        |                 | nicht erhalten                                               |
| Rudolf Krohne                 | 1876        | 1953       | Jurist und Politiker                                        |           | A9-UW-23                         |                 | nicht erhalten                                               |
| Jörn Kubicki                  | 1965        | 2020       | Neurologe und Neurochirurg                                  |           | Raum 7a, Wand C                  | Foto            |                                                              |
| Reinhold Kuebart              | 1879        | 1937       | Bildhauer                                                   |           |                                  |                 | nicht erhalten                                               |
| Bernhard Kühn                 | 1838        | 1917       | Professor an der Königlich Technischen Hochschule zu Berlin |           |                                  |                 | nicht erhalten                                               |
| Heinrich Kühn                 | 1894        | 1981       | Politiker und Gewerkschafter                                | x         | E3-UR-317                        | Foto            |                                                              |
| Rolf Kühn                     | 1929        | 2022       | Musiker und Komponist                                       |           |                                  |                 |                                                              |
| Helmut R. Külz                | 1903        | 1985       | Jurist, Vizepräsident des Bundesverwaltungsgerichts         |           |                                  | Foto            |                                                              |
| Wilhelm Külz                  | 1875        | 1948       | Politiker, Reichsinnenminister, Mitbegründer der LDPD       |           | A9-113                           | Foto            |                                                              |
| Artur Landsberger             | 1876        | 1933       | Schriftsteller                                              |           |                                  |                 | nicht erhalten                                               |
| Tilly Lauenstein              | 1916        | 2002       | Schauspielerin und Synchronsprecherin                       |           |                                  |                 |                                                              |
| Heinrich Lautensack           | 1881        | 1919       | Schriftsteller                                              |           |                                  |                 | nicht erhalten                                               |
| Hans Lietzmann                | 1875        | 1942       | Theologe, Kirchenhistoriker                                 |           | A8-UW-69                         | Foto            |                                                              |
| Paul Liman                    | 1860        | 1916       | Schriftsteller                                              |           |                                  |                 | nicht erhalten                                               |
| Georgia Lind                  | 1905        | 1984       | Schauspielerin                                              |           | A6-UW-126                        | Foto            |                                                              |
| Walter List                   | 1898        | 1987       | Politiker                                                   | x         | B7-UW4-27                        | Foto            |                                                              |
| Michel Lock                   | 1848        | 1898       | Bildhauer                                                   |           | A5-74/77                         | Foto            |                                                              |
| Friedrich Wilhelm von Loebell | 1855        | 1931       | Politiker und preußischer Innenminister                     |           | A Ost 119-120                    | Foto            |                                                              |
| Theo Mackeben                 | 1897        | 1953       | Komponist, Pianist und Kapellmeister                        |           | A5-UW-118                        | Foto            |                                                              |
| Günter Matthes                | 1920        | 1995       | Journalist                                                  |           |                                  | Foto            |                                                              |
| Paul Mehlitz                  | 1906        | 1982       | Hockeyspieler                                               |           | D5b-3-50                         | Foto            |                                                              |
| Will Meisel                   | 1897        | 1967       | Komponist, Musikverleger                                    |           | C11-1-1/3                        | Foto            |                                                              |
| Angelika Meissner             | 1939        | 2018       | Schauspielerin                                              |           | D2/125                           | Foto            |                                                              |
| Dénes von Mihály              | 1894        | 1953       | Ingenieur und Erfinder                                      |           | D11-12-9                         | Foto            |                                                              |
| Heinrich Müller-Breslau       | 1851        | 1925       | Professor für Statik und Brückenbau                         |           | ehem. Raum 7a, Wand B, Nr. 146   | Foto            | 2009 aufgelassen                                             |
| Selma Nicklass-Kempner        | 1850        | 1928       | Sängerin und Gesangspädagogin                               |           | ehem. Raum H, Nische 1           |                 | nicht erhalten, durch Bombentreffer im 2. Weltkrieg zerstört |
| Ernst Niekisch                | 1889        | 1967       | Politiker, Autor und Verleger der Zeitschrift Widerstand    |           | Raum 13, Wand C, Reihe 2, Nr. 2  | Foto            |                                                              |
| Heinz van Nouhuys             | 1929        | 2005       | Verleger und Journalist                                     |           |                                  | Foto            |                                                              |
| Richard Ohmann                | 1850        | 1910       | Bildhauer                                                   |           | C1-3-8                           | Foto            |                                                              |
| Helmut Ollk                   | 1911        | 1979       | Architekt                                                   |           | C5-UW 1/21                       | Foto            |                                                              |
| Otto Ostrowski                | 1883        | 1963       | Politiker und Oberbürgermeister Groß-Berlins                |           | D1-1-6                           | Foto            |                                                              |
| Paul Otto                     | 1878        | 1943       | Schauspieler                                                |           |                                  |                 | nicht erhalten                                               |
| August von Parseval           | 1861        | 1942       | Konstrukteur von Luftschiffen                               |           | Raum 18                          |                 | nicht erhalten                                               |
| Albert Patry                  | 1864        | 1938       | Schauspieler                                                |           |                                  |                 | nicht erhalten                                               |
| Reinhard Peters               | 1926        | 2008       | Dirigent und Musiker                                        |           |                                  | Foto            |                                                              |
| Ida Perry                     | 1877        | 1966       | Schauspielerin                                              |           |                                  |                 |                                                              |
| Rudolf Platte                 | 1904        | 1984       | Schauspieler                                                | seit 2010 | A6-UW-126                        | Foto            |                                                              |
| Kurt Pomplun                  | 1910        | 1977       | Schriftsteller und Heimatforscher                           | seit 1978 | B1-UW-53                         | Foto            |                                                              |
| Ludwig Preller                | 1897        | 1974       | Sozialpolitiker                                             |           | D3-1-31                          | Foto            |                                                              |
| Max Rabes                     | 1868        | 1944       | Maler                                                       |           |                                  |                 | nicht erhalten                                               |
| Kurt Reimann                  | 1913        | 2001       | Sänger                                                      |           | A2-102                           | Foto            |                                                              |
| Jakob Riesser                 | 1853        | 1932       | Jurist, Politiker und Bankfachmann                          |           | Raum 7a, Wand B, Nr. 121         | Foto            |                                                              |
| Willy Römer                   | 1887        | 1979       | Pressefotograf                                              |           | Raum 20, Wand D, Reihe 1, Nr. 2  | Foto            |                                                              |
| Gerd Rosen                    | 1903        | 1961       | Galerist                                                    |           | C13-1-26/27                      | Foto            |                                                              |
| Else Rosenthal                | 1874        | 1908       | Ärztin                                                      |           |                                  |                 |                                                              |
| Max Runze                     | 1849        | 1931       | evangelischer Pfarrer, Abgeordneter und Autor               |           |                                  |                 | nicht erhalten                                               |
| Erich Schellow                | 1915        | 1995       | Schauspieler                                                |           | D4-UW-39                         | Foto            |                                                              |
| Eugen Schiffer                | 1860        | 1954       | Politiker                                                   | seit 1997 | D7-4-4/6                         | Foto            |                                                              |
| Thea Schleusner               | 1879        | 1964       | Malerin und Essayistin                                      |           |                                  | Foto            |                                                              |
| Hubert Schmidt                | 1864        | 1933       | Prähistoriker, Professor an der Universität Berlin          |           |                                  |                 | nicht erhalten                                               |
| Fritz Schmidt-Clausing        | 1902        | 1984       | Pfarrer und Theologe                                        |           | ehem. C12-1/12                   |                 | 2009 aufgelassen                                             |
| Otto Schnock                  | 1865        | 1922       | Architekt und Stadtrat in Wilmersdorf                       |           | B12-15-65/66                     | Foto            |                                                              |
| Otto Schramm                  | 1845        | 1902       | Gründer des Seebades am Wilmersdorfer See                   |           | A West 21-24                     | Foto            |                                                              |
| Friedrich Schröder            | 1910        | 1972       | Komponist und Dirigent                                      |           | C3-3-16/17                       | Foto            |                                                              |
| Gottlob Schumann              | 1860        | 1929       | Bergwerksdirektor                                           |           | B Ost 73–78                      | Foto            |                                                              |
| F. Albert Schwartz            | 1836        | 1906       | Berliner Landschafts- und Architekturfotograph              |           |                                  |                 | nicht erhalten                                               |
| Rolf Schwedler                | 1914        | 1981       | Politiker und Berliner Senator                              | seit 1984 | D10-UW2-4a                       | Foto            |                                                              |
| Günther Schwenn               | 1903        | 1991       | Textdichter                                                 |           | D4-173                           | Foto            |                                                              |
| Heinrich Seeling              | 1852        | 1932       | Architekt                                                   | x         | A1-UW-4                          | Foto            |                                                              |
| Vera Skoronel                 | 1906        | 1932       | Tänzerin                                                    |           |                                  |                 | nicht erhalten                                               |
| Senta Söneland                | 1882        | 1934       | Schauspielerin                                              |           |                                  |                 | nicht erhalten                                               |
| Hans Heinz Stuckenschmidt     | 1901        | 1988       | Musikkritiker und Komponist                                 |           | Raum 12, Wand C, Reihe 10, Nr. 4 | Foto            |                                                              |
| Hans Stüwe                    | 1901        | 1976       | Schauspieler und Regisseur                                  |           | D2-UW-40                         |                 | ohne Grabstein                                               |
| Walther Suessenguth           | 1900        | 1964       | Schauspieler und Regisseur                                  |           | E5-UW-217                        | Foto            |                                                              |
| Guido Thielscher              | 1859        | 1941       | Schauspieler                                                | 1952–2015 | D3-1-8/11                        | Foto            |                                                              |
| Richard Thieme                | 1876        | 1948       | Gartenarchitekt                                             |           |                                  |                 | nicht erhalten                                               |
| Rudolf Tobias                 | 1873        | 1918       | Komponist und Hochschullehrer                               |           |                                  |                 | 1992 nach Estland überführt                                  |
| Heinz Tovote                  | 1864        | 1946       | Schriftsteller                                              |           | Raum 13, Wand E                  |                 | nicht erhalten                                               |
| Edith Türckheim               | 1909        | 1980       | Tänzerin, Choreografin und Tanzlehrerin                     |           | Raum 23, Wand H, Reihe 6, Nr. 1  | Foto            |                                                              |
| Cuno von Uechtritz-Steinkirch | 1856        | 1908       | Bildhauer                                                   |           |                                  |                 | nicht erhalten                                               |
| Werner Ulrich                 | 1900        | 1977       | Zoologe                                                     |           | B10-UW-59                        | Foto            |                                                              |
| Rolf Ulrici                   | 1922        | 1997       | Schriftsteller                                              |           |                                  | Foto            |                                                              |
| Emma Vely                     | 1848        | 1934       | Schriftstellerin und Salonnière                             |           |                                  |                 | nicht erhalten                                               |
| Wolfgang Völz                 | 1930        | 2018       | Schauspieler                                                |           | Raum 1, Nr. 63                   | Foto            |                                                              |
| Georg Voß                     | 1854        | 1932       | Kunsthistoriker                                             |           |                                  |                 | nicht erhalten                                               |
| Hans Wallenberg               | 1907        | 1977       | Journalist und Zeitungsgründer                              |           | Raum 10, Nr. 53b                 | Foto            |                                                              |
| Hildegard Wegscheider         | 1871        | 1953       | Pädagogin und Schulreformerin                               | seit 1956 | C7-3-12                          | Foto            |                                                              |
| Rolf Weih                     | 1906        | 1969       | Schauspieler                                                |           |                                  |                 |                                                              |
| Herbert Weißbach              | 1901        | 1995       | Schauspieler                                                |           | C9-Ur-137                        | Foto            |                                                              |
| Lilli Wislicenus-Finzelberg   | 1872        | 1939       | Bildhauerin                                                 |           | A Ost 85-87                      | Foto            |                                                              |
| Hans Wislicenus               | 1864        | 1939       | Kunstmaler                                                  |           | A Ost 85-87                      | Foto            |                                                              |
| Margarethe von Witzleben      | 1853        | 1917       | Begründerin der Schwerhörigen-Bewegung in Deutschland       | seit 1995 | D5b-1-22                         | Foto            |                                                              |
| Inge Wolffberg                | 1924        | 2010       | Schauspielerin und Kabarettistin                            |           |                                  |                 | anonym bestattet im Bereich U6A-CH II                        |
| Ignaz Zadek                   | 1858        | 1931       | Politiker, „Arbeiter-Arzt“                                  | 1990–2014 | B2-UW-123                        | Foto            |                                                              |
| Ignaz Zadek                   | 1887        | 1959       | Arzt und Kommunalpolitiker                                  |           | B2-UW-123                        | Foto            |                                                              |
| Alfred Zehden                 | 1876        | 1948       | Ingenieur und Erfinder                                      |           | Raum 22, Wand A                  | Foto            |                                                              |
| Fedor von Zobeltitz           | 1857        | 1934       | Schriftsteller                                              | 1952–2014 | Raum 7a, Wand B, Nr. 123         | Foto            |                                                              |